# Erasure
Pour l’album du même groupe, se référer à l’article Erasure (album).
Erasure est un groupe britannique de musique pop électronique originaire de Londres, et issu du courant new wave. Il est formé en 1985 par Vince Clarke, ancien membre fondateur des groupes Depeche Mode et Yazoo, et Andy Bell, un jeune chanteur originaire de Peterborough. Reconnaissable aux arrangements analogiques de Vince Clarke et aux harmonies vocales d'Andy Bell, Erasure signe plus de 200 chansons, dont une quantité de tubes qui établissent la notoriété internationale du groupe, de nombreuses ballades introspectives et d'autres titres plus expérimentaux. Quarante ans, une cinquantaine de singles et 18 albums studio après sa création, Erasure compte parmi les rares groupes de musique électronique issus des années 1980 à rester notablement productifs, sans interruption ni séparation. Ses ventes sont estimées à plus de 30 millions d'albums dans le monde, faisant de lui un groupe emblématique de la synthpop.
Après un démarrage discret, fin  1985, au cours duquel Erasure peine à imposer son premier album Wonderland (1986), le groupe ouvre sa période la plus féconde artistiquement et la plus faste commercialement, publiant de 1987 à 1994 une poignée d'albums qui recueillent un grand succès international : The Circus (1987), The Innocents (1988), Crackers International (1988), Wild! (1989), Chorus (1991), Abba-esque (1992) et I Say I Say I Say (1994). Les singles d'Erasure les plus connus appartiennent essentiellement aux albums de cette époque et comptent notamment Sometimes, Victim of Love, Ship of Fools, A Little Respect, Stop!, Drama!, Blue Savannah, Star, Chorus, Love to Hate You et Always.
À partir de 1995, le succès commercial d'Erasure commence à s'estomper avec l'album atmosphérique Erasure (1995), puis avec le succès mitigé de Cowboy (1997), jusqu'à l'album Loveboat (2000) qui passe quasiment inaperçu. Un peu plus tard dans la décennie 2000, le duo parvient pourtant à un rebond commercial dans quelques pays européens grâce à sa reprise d'une chanson de Peter Gabriel, Solsbury Hill, extraite de l'album de reprises Other People's Songs (2003), ainsi qu'au single Breathe sur l'album Nightbird (2005). À la fin des années 2000, Erasure amorce un nouveau déclin commercial accentué par la crise du disque. Puis, durant les années 2010, les nouveaux albums du groupe se classent encore brièvement dans les charts, mais plus aucun nouveau single de cette décennie n'accède aux classements. Le début des années 2020 répète le schéma de la décennie précédente, c'est-à-dire de bons classements d'albums en semaine de parution, suivis d'une quasi-disparition des charts dès la semaine suivante. Pour autant, une solide fanbase internationale permet à Erasure de maintenir son activité en s'appuyant sur les tournées et sur la vente en ligne, ainsi que sur les droits d'auteur rattachés au catalogue des succès passés.
Peu connu en France et dans la francophonie, où seule la chanson Oh l'amour rencontre un certain succès en 1986, Erasure est surtout médiatisé et populaire dans son pays d'origine, le Royaume-Uni, pays dans lequel il remporte le Brit Award du « meilleur groupe britannique » de l'année 1989 et est plusieurs fois récompensé ou nommé, classant cinq albums n°1 et disques de platine, ainsi que 17 singles dans le Top 10 britannique. Le groupe mène également une carrière significative dans quelques autres pays d'Europe et d'Amérique du Sud où il est reconnu pour ses tournées de grande envergure.

## Biographie

### Origines (1985)

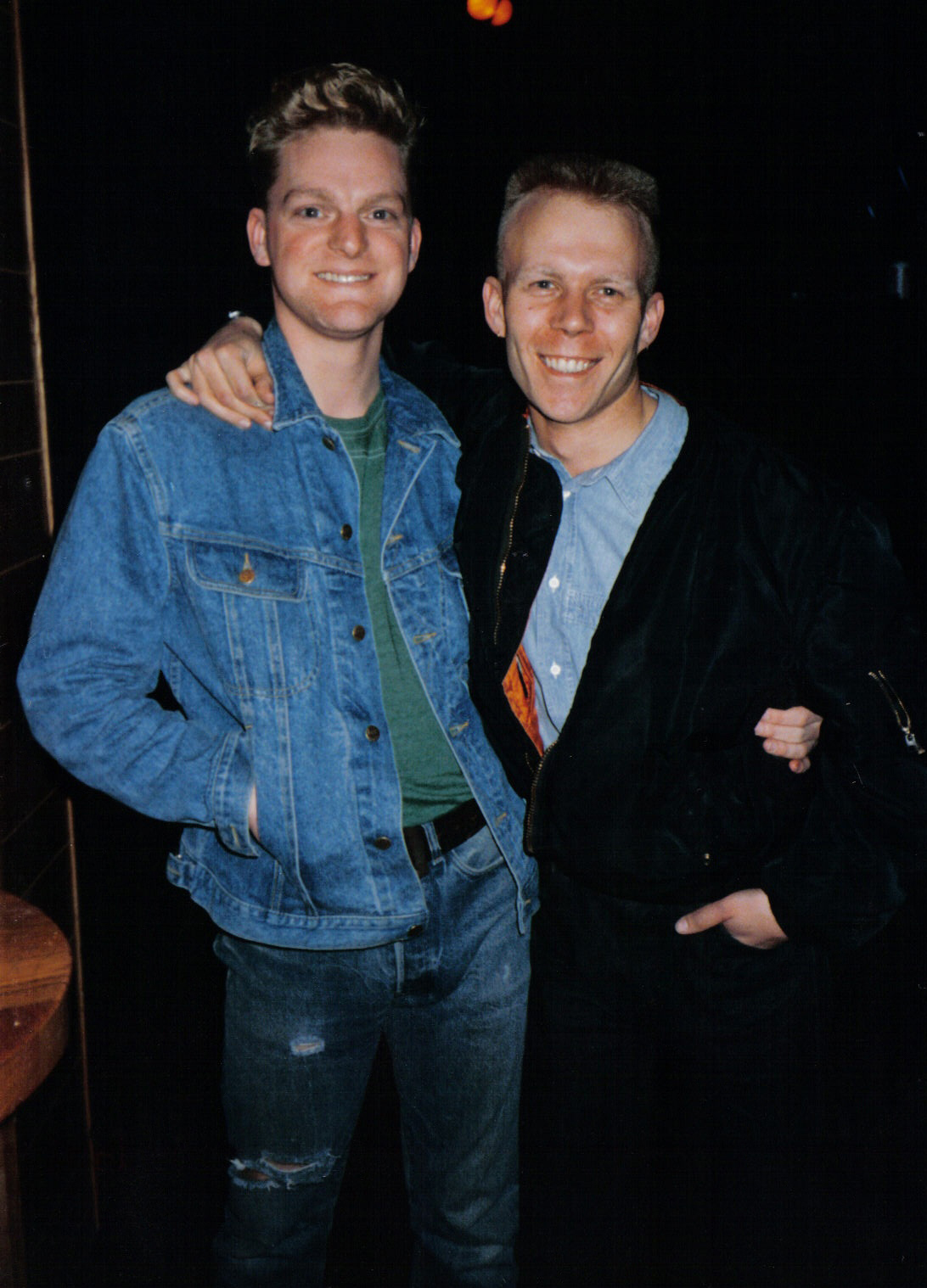
Andy Bell et Vince Clarke en 1986.

En début de 1985, âgé de seulement 24 ans, Vince Clarke est déjà un jeune homme reconnu dans le monde musical pour son palmarès en tant que membre fondateur des groupes Depeche Mode (de 1980 à 1981), Yazoo (de 1982 à 1983) puis The Assembly (en 1984). Il vient cependant de passer une année 1984 décevante, dans le doute et le découragement, à la suite du fiasco du projet The Assembly.
Clarke décide alors de repartir sur de nouvelles bases en recrutant un nouveau chanteur, en perspective d'un nouveau groupe. Pour ce faire, l'équipe de la maison de disques Mute Records publie une petite annonce sur le Melody Maker, l'un des plus importants magazines musicaux britanniques de l'époque. Plus de 80 candidats répondirent à l'appel, nécessitant l'organisation de quatre journées d'auditions sur le début du mois d'avril 1985. Chaque postulant dispose d'une demi-heure pour interpréter deux chansons nouvellement composées par Vince Clarke : une chanson rythmée, Who Needs Love like That, ainsi qu'une ballade, One Day. Le matin de la troisième journée d'auditions, le 36e candidat se démarque de ses concurrents par sa voix et son assurance. Au moment de le congédier, Vince Clarke et ses acolytes ont déjà acquis la certitude d'avoir trouvé leur homme et cessent les auditions. Andy Bell n'a pas encore 21 ans et reste le chanteur d'Erasure depuis lors.
Le nom commun anglais erasure dérive du verbe anglais To erase, auquel est ajouté le suffixe ure, lui-même issu du verbe latin erado (signifiant « enlever en râclant »). Il est aussi à remarquer que, bien avant son inclusion dans la langue anglaise, le mot erasure pré-existe tel quel en latin, en tant que déclinaison du participe futur au vocatif singulier (forme masculine) du verbe erado. De nos jours, erasure se traduit en français par « effacement », « gommage », ou bien encore « rature ».

Logo d'Erasure en 1992, 2009 et 2011.

Vince Clarke et Andy Bell assurent que le nom du groupe n'a pas été retenu pour revêtir une quelconque signification ni véhiculer un message mais, bien au contraire, en raison de son caractère abstrait et énigmatique, ne livrant aucun indice quant au style musical. En effet, ce nom un peu étrange (formant presque un palindrome), pour une formation musicale, pourrait aussi bien convenir à un groupe de hard rock qu'à un groupe de hip-hop ou de techno.
De fait, le nom erasure est choisi par élimination, après que Vince et Andy ont fait circuler une liste d'une vingtaine de possibilités à leurs amis qui devaient barrer les noms qu'ils trouvaient inappropriés. À ce jeu, erasure est le dernier rescapé. Il convient toutefois de mentionner que ce nom erasure se retrouve parmi cette liste en référence au film Eraserhead, de David Lynch, dont Vince Clarke était un admirateur, ainsi qu'à la nation fictive Eurasia, tirée du roman 1984 de George Orwell. Les biographies anglaises d'Erasure avancent fréquemment une autre version selon laquelle le nom du groupe proviendrait d'une erreur d'un technicien de Mute Records qui aurait malencontreusement effacé la toute première cassette démo du groupe (encore sans nom) après quoi, il aurait inscrit Erased sur la jaquette de celle-ci pour indiquer qu'elle était effacée. Cette anecdote ne figure cependant pas sur la biographie officielle du groupe.

### Succès (1986–2005)
Dans la plupart des pays européens, le 4e single du groupe Sometimes, paru fin 1986 et l'album dont il est extrait, The Circus, marquent le point de départ de la carrière d'Erasure et d'une longue série de tubes. Cinq de leurs albums se classent 1er au Royaume-Uni, et 29 singles fréquentent le Top 20 britannique.

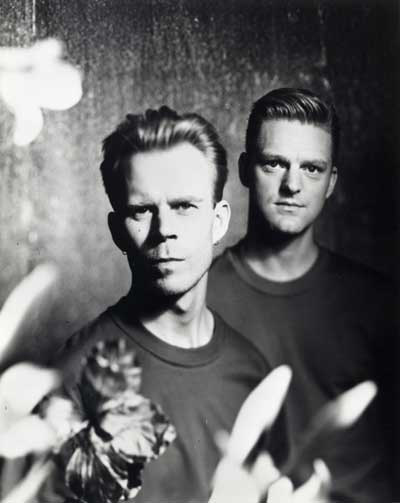
Photo de presse d'Erasure en 1989.

Erasure remporte la plus grande part de son succès au Royaume-Uni qui représente à lui seul près du tiers des ventes totales du groupe, avec 8,5 millions de disques vendus sur le marché britannique. En 1989, Erasure reçoit les Brit Awards de la catégorie « Meilleur groupe britannique ». Le site de Top of the Pops, (la plus ancienne et la plus connue des émissions télévisées musicales britanniques), témoigne qu'entre novembre 1986 et janvier 2005, Erasure passe 46 fois dans l'émission. Quelques-unes de ces prestations peuvent être consultées gratuitement sur le site officiel de l'émission. Le DVD Erasure at the BBC (dans l'édition Deluxe de la compilation Total Pop! The First 40 Hits) inclut quelques passages du groupe dans l'émission Top of the Pops, dont l'émission du 9 avril 2003, spécialement consacrée à Erasure.
Outre la Grande-Bretagne, les principaux marchés d'Erasure sont ensuite l'Allemagne, l'Argentine, le Danemark, la Suède, le Chili, l'Irlande, la Tchéquie (plusieurs no 1), le Pérou et Israël (de nombreux no 1).
Jusque-là connus en Russie uniquement pour les deux chansons Love to Hate You (très populaire en 1991/92) et Always (en 1994), le duo réalise une autre percée commerciale dans ce pays en 2007 grâce au single I Could Fall In Love With You. Il n'existe aucune estimation de leurs ventes de disques en Russie. Celle-ci serait, de toute façon, rendue presque impossible du fait de l'ampleur du marché parallèle et de la contrefaçon qui règne dans l'industrie du disque russe.
Erasure compte beaucoup de fans aux États-Unis où ils vendent 3,5 millions d'exemplaires, avec trois tubes (Chains of Love, A Little Respect et Always) ainsi que quatre albums bien classés (The Innocents, Chorus, I Say I Say I Say et Cowboy).  L'Utah, New York, le Texas et la Californie sont les états dont les radios ont le mieux diffusé les chansons du groupe au début des années 1990. En dehors de ces quelques succès commerciaux ponctuels, Erasure n'a cependant jamais réussi à remporter un réel succès populaire aux États-Unis où le groupe reste cantonné à la scène alternative et aux discothèques.
De façon générale, Erasure passe inaperçu dans les pays méditerranéens (Italie, France, Espagne et Portugal). Toutefois, il connait quelques tubes en Espagne et au Portugal du fait de leur grande popularité en Amérique du Sud (notamment en Argentine, au Chili, au Pérou ainsi qu'en Équateur) durant les années 1990. Quelques chansons du groupe connaissent aussi le succès en Grèce, au tout début des années 1990.
Assez paradoxalement, c'est en France qu'Erasure a son tout premier succès, en été 1986, avant même que le Royaume-Uni ne découvre le groupe, probablement grâce à deux mots de français contenus dans leur troisième single, intitulé Oh l'amour, qui se classe 14e du Top 50 français en septembre 1986. Cette percée en France — en partie attribuable à l'utilisation de la chanson Oh l'amour en fond musical du spot de présentation des programmes de la chaîne La Cinq — n'est qu'un feu de paille : dans la foulée de Oh l'amour, seul le single suivant, Sometimes, parvient à faire une timide apparition en 39e position du Top 50 français (en février 1987). Depuis lors, Sometimes reste la dernière entrée du groupe parmi les meilleures ventes de disques en France. Par la suite, l'absence de promotion et de diffusion des disques d'Erasure sur les médias français fait rapidement tomber le groupe aux oubliettes du Top 50. Il en résulte que les disques d'Erasure sont toujours rares (ou absents) dans les rayons des disquaires français, et ce bien avant l'effondrement du marché du disque des années 2000.
Erasure ne connaît aucun succès chez les deux géants démographiques que sont l'Inde et la Chine.

### Actualité et projets (depuis 2006)
En 2004/2005, Erasure a enregistré un mini-album reprenant des chansons enfantines traditionnelles britanniques dont aucune date de sortie n'est planifiée. Lors d'interviews ultérieures, le groupe affirmait avoir laissé ce projet inachevé, suggérant même qu'il ne verrait peut-être jamais le jour. Par ailleurs, un album compilant les faces B du groupe est envisagé par leur maison de disques, Mute Records.
Dans une autre interview, publiée le 9 mai 2013 sur le site américain Examiner.com, Vince Clarke confirme également la sortie future d'un album de classiques du groupe Erasure réenregistrés au tout début des années 2000 avec des arrangements ambient et du violon.
Le 30 octobre 2015, afin de célébrer son 30e anniversaire, le groupe sort un album de compilation intitulé Always : The Very Best of Erasure avec une réédition du tube Sometimes.
À l'occasion d'interviews donnés à la presse sur l'automne 2015, Vince Clarke et Andy Bell annoncent leur intention de commencer à travailler sur un nouvel album d'Erasure dès le début de l’année 2016, précisant qu'il souhaitent lui donner une orientation expérimentale et atmosphérique, similairement à celle de l'album Erasure paru vingt ans plus tôt, en 1995. Début avril 2016, Vince Clarke et Andy Bell se retrouvent effectivement à Miami afin de commencer à élaborer les chansons qui constitueront le seizième album d'Erasure.
Le 29 juillet 2016, le site officiel d'Erasure annonce un coffret anthologie célébrant les 30 ans du groupe, intitulé From Moscow to Mars (ainsi nommé en référence à quelques paroles de la chanson Star) et comprenant des inédits, des versions demo, des faces B, des remixs, des extraits live ainsi que le DVD d'un concert jusque-là jamais réédité depuis sa parution initiale en VHS, en 1990, Wild! Live. Le coffret sort finalement le 9 décembre 2016.
Le 7 novembre 2016, le site officiel d'Erasure annonce que le groupe accompagnera Robbie Williams en tant que première partie pour les dates européennes de sa tournée The Heavy Entertainment Show programmées sur l'été 2017. Pour la première fois depuis 20 ans, cette tournée permettra à Erasure de se produire sur une scène française, le 1er juillet 2017 à l'AccorHotels Arena (anciennement Palais Omnisports de Paris-Bercy).
Le 19 mai 2017, Erasure sort son seizième album, World Be Gone, puis, le 29 mai 2017, le site officiel d'Erasure annonce une tournée du groupe sur le début de l'année 2018. Il est prévu un démarrage par trois dates en Irlande, puis 17 concerts au Royaume-Uni et une conclusion par sept concerts en Allemagne. Le site indique que d'autres destinations sont susceptibles d'être ajoutées.
Le 19 janvier 2018, le site officiel d'Erasure dévoile le nouveau projet du groupe, World Beyond, une ré-orchestration de son album précédent (World Be Gone, 2017) par l'ensemble classique belge Echo Collective, qui sort le 9 mars. Le site officiel révèle également les étapes de sa tournée 2018 ainsi que la sortie du double album en concert World Be Live pour le 15 juin 2018.
En juillet 2019, Vince Clarke et Andy Bell se retrouvent pour travailler sur un nouvel album d'Erasure . L'enregistrement démarre à Miami en octobre 2019 pour s'achever fin décembre. L'album est ensuite mixé en janvier 2020 par le producteur britannique David Wrench et le processus de mixage est achevé au début du mois de février 2020 mais, du fait de la Crise sanitaire liée au Covid-19, le plan marketing est ensuite suspendu. C'est seulement quelques jours après la levée des mesures de confinement au Royaume-Uni (le 2 juin 2020) que le site officiel d'Erasure annonce le nouvel album, intitulé The Neon, dont la sortie intervient le 21 août 2020. L'album se classe plutôt bien la semaine de sa sortie (respectivement n°4 au Royaume-Uni et n°11 en Allemagne) mais, comme cela est habituel pour le groupe depuis la fin des années 2000, les ventes s'effondrent dès la deuxième semaine, pour disparaître des charts à la troisième semaine. Une tournée promotionnelle pour The Neon est initialement planifiée en automne 2020, mais elle sera finalement repoussée sur 2021 en raison des mesures sanitaires liées au Covid.
Le 30 juillet 2021, Mute Records fait paraître The Neon Remixed, une nouvelle version de l'album The Neon remixée par divers artistes.
Le 1er octobre 2021, sans aucune publicité préalable, Erasure publie Ne:EP, un EP surprise de 5 titres inédits, initialement composés pour figurer sur The Neon. Ce même jour, le groupe démarre le volet britannique de sa nouvelle tournée internationale The Neon Tour par trois concerts à Glasgow.
Le 12 août 2022, Erasure publie Day-Glo (Based on a True Story), un album essentiellement instrumental dérivé du précédent album studio, The Neon (2020). Cet album se classe n°13 des ventes en Allemagne et au n°29 au Royaume-Uni.

## Tournées
Le contact avec le public est toujours primordial dans la carrière d'Erasure. En tout début de carrière, c'est même le facteur déterminant qui leur permit de se faire connaître du public britannique en l'absence de support médiatique. Ainsi, dès le début de l'année 1986, Vince Clarke et Andy Bell sillonnent les universités et les discothèques britanniques des mois durant pour y interpréter les titres de leur premier album Wonderland. C'est à compter de leur médiatisation intensive, consécutive à leur premier tube au Royaume-Uni, Sometimes, qu'il entament leur première tournée d'envergure, le BPM Tour en 1987. Bien que la plupart des dates restent concentrées au Royaume-Uni et en Allemagne, quelques dates aux États-Unis sont programmées, en première partie de Duran Duran.
En France, hormis deux passages télévisuels dans l'émission de variétés Champs-Élysées, on retient leur unique prestation de scène notable au Printemps de Bourges le 21 avril 1987. Les rares concerts français programmés ensuite sont de dimensions très restreintes, du fait de l'échec commercial du groupe dans l'Hexagone.
À la fin de 1988, l'énorme succès de l'album The Innocents (plus d'un million d'exemplaires vendus au seul Royaume-Uni) leur permet d'effectuer une grande tournée européenne, The Innocents Tour, ainsi que leur première tournée américaine en tête d'affiche. Le 15 novembre, 35 000 personnes attendent pour voir le groupe à l'entrée du NEC de Birmingham, d'une capacité de 11 000 places seulement, une salle dans laquelle le groupe a pourtant déjà joué deux fois en avril et deux fois en novembre de la même année. Une vidéo est tournée ce soir-là et est commercialisée l'année suivante en cassette VHS sous le titre The Innocents Live. Trois autres concerts suivent au même endroit en décembre.
À l'automne 1989, l'album Wild! les fait enchaîner sur une nouvelle tournée qui s'étend jusqu'en Amérique du Sud, puisque des dates au Brésil, en Argentine, au Chili et en Équateur sont programmées. Les décors de ce Wild Tour prennent également de l'ampleur : une jungle futuriste est reconstituée sur scène avec divers animaux gonflables, dont un escargot géant baptisé Ernie. Quant au chanteur Andy Bell, il y apparait dans des tenues non moins théâtrales, comprenant une panoplie de diablotin (incluant une troisième corne placée au bas-ventre) et une autre d'angelot affublé d'ailerons métalliques dans le dos… L'humour et une esthétique kitsch sont souvent présents dans leurs concerts. Le vendredi soir 24 novembre à La Cigale parisienne à moitié remplie (environ 500 personnes), est leur dernier véritable concert en France.
1990 est une année de gros concerts pour le groupe ; les plus importants sont celui du 31 mars 1990 à Buenos Aires, en Argentine, où 45 000 fans l'attend au stade de football Estadio José Amalfitani (stade aussi désigné par « Vélez Sársfield », du nom de son club résident, le CA Vélez Sársfield), ainsi que celui du 1er septembre 1990, devant 60 000 personnes, en plein air au National Bowl de Milton Keynes (ville nouvelle située à proximité de Londres) qui reste aujourd'hui encore le plus gros concert de leur carrière.

Logo d'Erasure sur les affiches, posters et flyers de la tournée de 1992.

La promotion de l'album Chorus remet le duo sur la route en 1992 et donne lieu à sa tournée la plus ambitieuse d'un point de vue scénographique : le Phantasmagorical Entertainment Tour. Pour l'occasion Clarke et Bell se font accompagner d'une véritable troupe de spectacle avec, pour chaque concert, plusieurs changements de décors illustrant de nombreuses chorégraphies aux costumes variés. Au lieu des arènes et des stades des tournées précédentes, le groupe privilégie le confort des spectateurs dans des salles de dimensions moyennes (entre 2 000 à 5 000 places) mais dans lesquelles il se produit plusieurs soirées d'affilée, donnant, par exemple, treize concerts au Manchester Apollo, quinze concerts à l'Hammersmith Odeon (Londres), ou encore huit concerts au Beacon Theatre (New York). En fin de tournée, le concert du 6 août est filmé et parait en VHS en 1993 sous le titre The Tank, The Swan and The Balloon, puis est réédité onze ans plus tard au format DVD, en 2004.
Les années suivantes, leurs tournées se raréfient car le sédentaire Vince Clarke choisit de cesser la vie itinérante allant de pair avec les concerts. C'est ainsi qu'aucune tournée n'est programmée pour accompagner les albums I Say I Say I Say et Erasure dont la promotion se limite aux singles passés en radio, quelques plateaux TV et sessions acoustiques dans des radios et des bars.
Il faut attendre la fin de 1996 pour les revoir sur scène, à l'occasion du Tiny Tour qui s'enchaîne directement sur les Cowboy Concerts durant une grande partie de l'année 1997. Aux destinations européennes s'ajoutent des dates dans toute l'Amérique, en Australie, ainsi qu'en Afrique du Sud.
En 2000, l'album Loveboat ne donne lieu à aucune tournée, hormis quelques plateaux TV et sessions acoustiques. C'est seulement en 2003 qu'ils entreprennent une nouvelle tournée, The Other Tour qui dure de février à juin 2003. Celle-ci est précédée d'un concert gratuit réservé aux membres du fan-club officiel, le 13 décembre 2002, paru en DVD l'année suivante sous le titre Sanctuary: The EIS Christmas Concert 2002.
En 2005, la promotion de l'album Nightbird donne lieu à la tournée The Erasure Show, de février à juin 2005, qui célèbre également le 20e anniversaire du groupe. Elle concerne la plupart des pays européens où Erasure a traditionnellement du succès ; c'est-à-dire le Royaume-Uni, l'Irlande, l'Allemagne, le Danemark, la Suède ainsi que les États-Unis. Les dates européennes auraient[évasif] toutes été vendues en l'espace des trois heures suivant leur publication sur Internet. L'une des dernières dates européennes de cette tournée (le 28 mars 2005 à Cologne en Allemagne) est filmée et parait en DVD fin octobre 2005, sous le titre The Erasure Show - Live in Cologne.
En 2006, Erasure donne une série de concerts entièrement acoustiques, The Acoustic Tour, consécutivement à la parution de l'album acoustique Union Street. Pour la première fois de sa carrière, le duo délaisse l'informatique et les claviers pour réunir un groupe de cinq vrais musiciens (en plus des deux choristes habituelles) qui les accompagnent durant toute une tournée acoustique sur les mois d'avril et mai 2006 (une dizaine de dates en Europe et dix autres aux États-Unis). Le concert du 19 avril au Shepherds Bush Empire de Londres est enregistré et parut en double CD intitulé Acoustic Live en juin 2006. La première date américaine de cette tournée, le 6 mai, est filmée au Ryman Auditorium de Nashville et parait en DVD fin janvier 2007 sous le titre On The Road To Nashville.

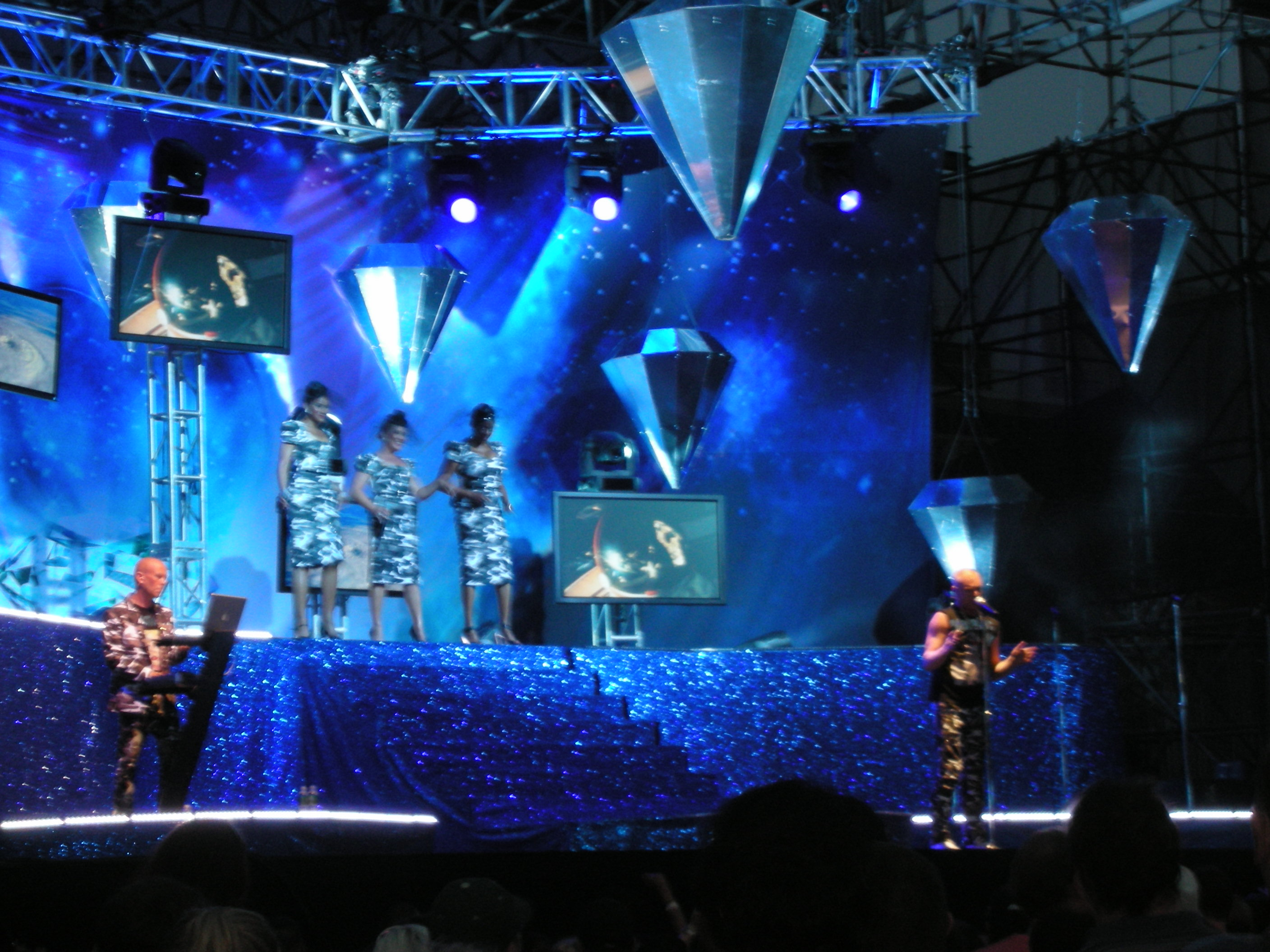
Erasure, sur scène à Brooklyn le 3 août 2007.

En 2007, le Light at the End of the World Tour succède à la parution de l'album Light at the End of the World. Elle démarre fin juillet pour s'achever à la fin octobre 2007. Elle passe par les États-Unis, le Royaume-Uni, l'Allemagne et le Danemark. L'une des dates, celle enregistrée au monument culturel londonien le Royal Albert Hall, parait à la fois en double CD et en DVD sous le titre Live at the Royal Albert Hall.
À la fin de juin 2011, Erasure entame sa première tournée depuis 2007 à l'occasion d'une dizaine de concerts (le Total Pop ! Forest Tour) sur divers sites forestiers d'Angleterre, en partenariat avec la Forestry Commission, l'organisme gouvernemental de protection et de valorisation des forêts britanniques. Une tournée anglaise similaire est organisée simultanément pour le groupe écossais les Simple Minds. En juillet 2011, cette tournée se poursuit en Europe avec l'Irlande, l'Allemagne, le Danemark, la Suède, la Norvège mais aussi, et pour la première fois dans la carrière du groupe, en Russie et en Ukraine. Au mois d'août 2011, la tournée s'étend en Amérique du Sud, avec des dates au Brésil, en Argentine, au Chili, au Pérou, en Équateur pour finir par le Mexique ; ce qui en fait la plus grande tournée d'Erasure depuis 1997. Les points culminants de cette tournée sont les deux concerts donnés au stade couvert Luna Park de Buenos Aires qui réunissent plus de 16 000 fans argentins sur les deux soirées des 15 et 16 août, à l'occasion desquelles Erasure interprétèrent en exclusivité When I Needed You entièrement en acoustique ainsi que la version espagnole du single Always (Siempre).
De façon presque ininterrompue avec la précédente, une nouvelle tournée enchaîne fin août, le Tomorrow's World Tour, démarrant par une trentaine de dates en Amérique du Nord tout au long du mois de septembre. Puis, en octobre, le groupe regagne l'Europe pour une vingtaine de concerts au Royaume-Uni ainsi qu'une dizaine dans d'autres pays européens, dont notamment l'Allemagne et la République tchèque. Par rapport à la tournée précédente, les décors sont intégralement changés : le logo pop géant erasure est remplacé par des rosaces médiévales, Vince Clarke officie planqué derrière une gargouille métallique tandis qu'Andy Bell ouvre les concerts la tête surmontée d'un casque de la légion romaine, clin d'œil au titre latin de la chanson d'ouverture, Sono Luminus. Le concert londonien du 25 octobre sort en double CD et en téléchargement à la fin du mois de novembre sous le titre Tomorrow's World Tour (Live at the Roundhouse).

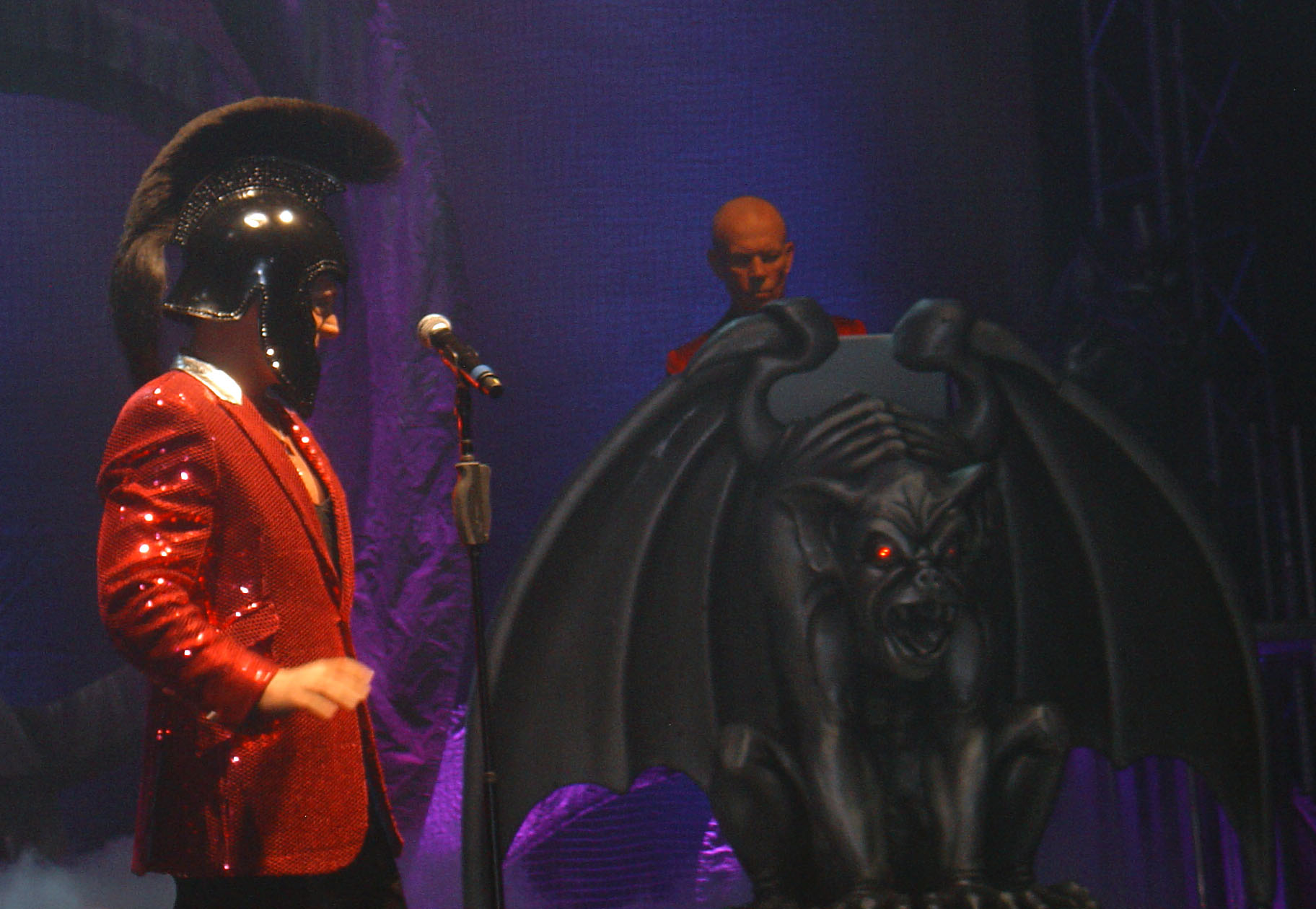
Andy Bell et Vince Clarke sur scène à Dresde en 2011.

Quelques jours avant la sortie de son 15e album, The Violet Flame, le 12 septembre 2014, Erasure entame une nouvelle tournée de 59 concerts, The Violet Flame Tour, traversant ses fiefs habituels (excepté la Suède) : les États-Unis, le Royaume-Uni, l'Irlande, l'Allemagne et le Danemark. Le concert du 27 septembre à Boston est filmé et proposé en streaming selon un partenariat entre Yahoo! et Live Nation. L'intégralité du concert reste actuellement encore disponible sur YouTube. Le 31 décembre, un ultime concert à New York clôture à la fois la tournée et l'année 2014.
De début juin à début septembre 2017, Erasure accompagne Robbie Williams en tant que première partie pour la trentaine de concerts européens de sa tournée The Heavy Entertainment Show. Pour la première fois depuis vingt ans, cette tournée permet à Erasure de se produire sur une scène française, le samedi 1er juillet à l'AccorHotels Arena (anciennement Palais Omnisports de Paris-Bercy). Il est d'ailleurs à remarquer que le groupe Depeche Mode se produit le même soir au Stade de France. En sus de cette tournée avec Robbie Williams, Erasure donne trois concerts autonomes : le 29 juin à Roskilde (dans le cadre du festival, au Danemark), le 9 juillet à Cologne (Allemagne), et le 24 juillet à Berlin dans le cadre de l'évènement Berlin live, en partenariat avec la plateforme ARTE Concert de la chaîne franco-allemande Arte.
Dans le cadre de la promotion de son album World Be Gone, Erasure entame la tournée « World Be Gone Tour » début février 2018, avec dix-huit dates au Royaume-Uni puis, le mois suivant, six concerts en Allemagne, un au Danemark puis trois dates consécutives en Irlande, à Dublin. Les deux concerts londoniens des 23 et 24 février sont enregistrés et donnent quelques mois plus tard le double CD World Be Live. Une pause d'environ un mois s'ensuit avant que le groupe ne reprenne sa tournée, fin avril, pour aborder le continent américain avec quatre concerts au Mexique. Le mois de mai est ensuite dédié à l'Amérique du Sud, avec deux concerts au Pérou, un au Chili, deux en Argentine et trois au Brésil. Le plus gros concert du volet Sud américain reste celui 3 mai qui réunit 17 000 fans au stade couvert Movistar Arena de Santiago du Chili. Mais c'est surtout le volet nord américain de la tournée qui concentre le plus de dates, avec 37 concerts dont 35 aux États-Unis et deux au Canada, occupant ainsi les mois de juillet et d'août.
Le 1er octobre 2021, jour de parution de son EP surprise Ne:EP, Erasure ouvre le volet britannique de sa nouvelle tournée internationale The Neon Tour par trois concerts successifs à Glasgow pour la promotion de son album The Neon (2020). La tournée britannique se poursuit avec une dizaine d'autres concerts sur le mois d'octobre. Le plus gros concert de cette série a lieu à l'O2 Arena (Londres), un stade couvert de 20 000 places. Censée reprendre en janvier et février 2022 par 26 dates aux États-Unis, puis par treize concerts européens et sept concerts sud-américains, tous les concerts programmés en 2022 seront finalement annulés le 02 février, au motif de « circonstances familiales » non précisées par le groupe. Quelques jours plus tard, l'épouse de Vince Clarke, Tracy Hurley, révèle sur son compte Instagram avoir été diagnostiquée d'un cancer de l'estomac. Elle en décèdera presque deux ans plus tard, en janvier 2024.

## Style musical et influences

### Style musical
On perçoit souvent Erasure quelque part à mi-chemin entre Depeche Mode, avec lesquels Erasure partage une conception dramatique de l'existence (et accessoirement les studios du label Mute Records), et les Pet Shop Boys pour le côté ludique de certains arrangements ainsi qu'une certaine ironie dans les textes. Par extension, on peut dire que la musique d'Erasure est proche de celle des autres groupes new wave nés à la même époque (les années 1980) et au même endroit (le Royaume-Uni) c'est-à-dire d'Eurythmics, Level 42, Simple Minds, Simply Red, OMD, Tears for Fears, New Order, ou même des Allemands Alphaville, voire des Norvégiens d'A-ha. Au-delà de ces comparaisons, Erasure a cependant son propre son qui identifie sa musique et la rend reconnaissable.
Initialement new wave dans son premier album, Wonderland (1986), Erasure élabore une synthpop plus personnelle au fil de ses premiers albums, avec successivement The Circus (1987), The Innocents (1988), puis Wild! (1989). Le cinquième album studio, Chorus (1991), marque un tournant pour le groupe en façonnant une esthétique sonore rétrofuturiste vintage unique, à l'aide de synthétiseurs très anciens et d'échantillons 8-bits. Sans rester absolument figé, le style musical des albums-studio suivants d'Erasure s'inscrira dans la lignée de Chorus. Il s'agit de I Say I Say I Say (1994), Erasure (1995), Cowboy (1997), Other People's Songs (2003), Nightbird (2005), Light at the End of the World (2007), Tomorrow's World (2011), Snow Globe (2013, un album spécial Noël qui fait écho à l'EP Crackers International sorti 25 ans plus tôt), The Violet Flame (2014) et enfin World Be Gone (2017). Seuls trois albums s'écartent de ce radicalisme électronique : Loveboat (2000), qui incorpore de la guitare, Union Street (2006), entièrement acoustique, et enfin World Beyond (2018), en orchestration classique.
Bien que les premières productions du groupe, notamment dans son premier album Wonderland, soient essentiellement dansantes, faisant écho à la hi-NRG et à l'italo disco, les albums suivants façonnent des ambiances plus poétiques, romantiques, oniriques, parfois même mystiques.
Sur ses quatre premiers albums, Erasure n'a pas une identité sonore particulièrement marquée, mais se trouve plutôt dans la moyenne de ce qui se fait d'électronique au cours des années 1980. Ce n'est qu'à l'occasion du 5e album, Chorus (en 1991), que Vince Clarke prend la décision radicale de se servir exclusivement de synthétiseurs analogiques vintage, fabriqués entre 1960 et 1980. Ce parti pris imprime une coloration particulière à l'album Chorus ainsi qu'à tous les albums qui suivent (exception faite de Loveboat, qui a un son plus organique et utilise beaucoup de guitare). Ces albums recyclent beaucoup de sons robotiques et acidulés initialement développés par des pionniers de la musique électronique comme Vangelis, Kraftwerk, Tangerine Dream ou encore les Français Pierre Henry et Jean Michel Jarre tout au long des années 1970. Pour cette raison, on peut qualifier les cinq derniers albums d'Erasure de « rétro-futuristes », c'est-à-dire proches de la manière dont les premiers musiciens électroniques évoquent le futur, l'espace et l'an 2000 dans leurs œuvres des années 1970.
La plupart des chansons d'Erasure sont structurées selon le modèle pop standard d'une succession de « couplets-refrains », mais intercalent généralement un pont instrumental entre le second refrain et le refrain final. Le groupe a également tendance à construire ses chansons selon une dualité majeur/mineur, avec des couplets généralement en mode majeur dégageant une première impression d'optimisme (voire d'euphorie) contrebalancée par des refrains souvent plaintifs, en mode mineur.
Révélant d'autre aspect du son Erasure lors d'entretiens donnés à la presse étrangère, Vince Clarke évoque souvent sa préférence pour les arpèges plutôt que les accords. Il précise qu'il envisage la musique en tant que superposition de lignes mélodiques de façon harmonique (aussi dénommée « technique du contrepoint »), plutôt que comme une succession d'accords. Une abondance de riffs rendent les chansons d'Erasure facilement reconnaissables.
En marge des hymnes pop radiodiffusés dans les pays où Erasure a rencontré le succès, la discographie du groupe montre également un réel souci d'expérimentation musicale, que ce soit au travers de ses albums ou bien à l'occasion de ses nombreuses faces B, souvent instrumentales et surprenantes. Par ailleurs, la multitude de remixs dance présentés sur ses maxi-singles lui ouvre les discothèques britanniques. Cette approche musicale multifacette, oscillant entre pop, dance et musique alternative, bénéficie du soutien du label indépendant Mute Records.

### Thèmes évoqués
Une majorité des chansons du groupe célèbrent l'amour et ses affres, mais quelques-unes évoquent aussi des sujets de société, tels que la désindustrialisation (The Circus), l'apartheid (It Doesn't Have to Be), le coming-out (Hideaway), l'adolescence (Ship of Fools), la religion (Yahoo!, Star), la dégradation de l'environnement (Chorus), le Brexit (A Bitter Parting)...

### Musique acoustique

Logo utilisé par le groupe fin 1996 et début 1997.

Bien qu'Erasure soit un groupe notoirement électronique, Vince Clarke et Andy Bell composent leurs chansons de façon traditionnelle : généralement, Andy Bell chantonne des ébauches de mélodies pendant que Vince Clarke l'accompagne en jouant des accords à la guitare acoustique ou au piano. À ce stade, le matériel d'enregistrement mobilisé se borne à un simple dictaphone. C'est selon ce mode opératoire que le groupe commence à travailler sur ses albums, à la seule exception de The Violet Flame (2014) qui est démarré directement sur ordinateur.
Ensuite, chacun travaille de son côté : le chanteur Andy Bell compose les paroles et enregistre toute la partie vocale dans son home studio à Majorque, tandis que Vince Clarke élabore tous les aspects musicaux et électroniques dans son studio personnel (au Royaume-Uni, jusqu'en 2003, puis aux États-Unis depuis 2004) en compagnie d'un technicien ou d'un producteur. En raison de cet éloignement géographique à partir des années 1990, Vince et Andy se mettent à travailler essentiellement par correspondance en s'échangeant des cassettes numériques DAT par la poste. Puis, au début des années 2000, ils optent pour l'envoi de fichiers mp3 en attachement à des e-mails.
Parfois, certaines de ces versions démo échouent en faces B de singles, à des stades d'élaboration plus ou moins avancés. D'autres fois, des versions acoustiques sont enregistrées a posteriori, une fois les chansons finalisées. Déjà, en 1987, Erasure réenregistre trois de leurs chansons en version classique avec l'aide d'un orchestre symphonique sur l'album The Two-Ring Circus. Cette même année, Andy ouvre tout seul la plupart des concerts d'Erasure par la chanson Safety in numbers (en fait, la fin de la chanson Spiralling) qu'il interprète a cappella, en s'accompagnant de façon approximative d'un petit accordéon chromatique à touches piano.
En 1991, le maxi-single de Am I Right? (édition limitée) comporte une version acoustique de Perfect Stranger. En 1995, l'édition limitée de Stay with Me inclut une version acoustique de la chanson. En 1996, le maxi-single Rock Me Gently (édition allemande) propose une version acoustique du titre Sono luminus. Le vidéo-clip de cette version figure parmi les suppléments du double DVD Hits! The Videos.
En 2001, le maxi single Moon and the Sky offre quatre chansons d'Erasure, ainsi qu'une reprise des Rubettes, réinterprétées en versions acoustiques très dépouillées, avec pour seuls ornements deux guitares acoustiques (Vince Clarke et Nic Johnston) ainsi que les deux choristes habituelles, Ann-Marie Gilkes et Valerie Chalmers. En 2003, le maxi single de Make Me Smile (Come Up and See Me) comporte une réinterprétation acoustique de la chanson Oh l'amour (Andy Bell + guitare). En 2005, le maxi single de Breathe comporte une version acoustique de la chanson du même nom (Andy Bell + choristes + guitare).
Juste avant de commencer à travailler sur l'album Nightbird, Erasure enregistre (en seulement 30 jours sur l'automne 2003) un disque acoustique revisitant onze de ses anciennes chansons, accompagné par une formation de musiciens country. Intitulée Union Street, cette curiosité reste dans les cartons de la maison de disques d'Erasure, Mute Records. Près de trois années s'écoulent avant que Union Street ne voit commercialement le jour en avril 2006. Ce très long délai de parution s'explique par le fait que le groupe et sa maison de disques préfèrent sortir d'abord un album de nouvelles chansons originales  car la parution de la compilation Hits! The Very Best of Erasure est encore récente (fin 2003). C'est pourquoi l'album Nightbird a la priorité pour une parution début 2005. Une tournée acoustique sur le printemps 2006, ainsi qu'un double album en concert, Acoustic Live viennent soutenir Union Street. Un DVD enregistré en acoustique, On the Road to Nashville, suivra également, en 2007.
En 2018, l'album World Be Gone (2017) est entièrement réenregistré en orchestration classique avec le collectif bruxellois Echo Image, sous le titre World Beyond.
Ces divers détours acoustiques réalisés au fil des ans ne peuvent être considérés comme une orientation de carrière, dans la mesure où le groupe continue toujours à faire majoritairement de la musique électronique, mais plutôt comme des projets à part qui apportent un éclairage musical différent sur quelques chansons initialement électroniques, un peu à la manière d'un remixage.

### Propos recueillis

#### Vince Clarke
- « Que vous soyez malin ou pas avec l'électronique, la seule chose qui compte vraiment pour faire de bonnes chansons, ce sont les mélodies[19]. »
- « Nous ne pensons pas aux chansons en termes de dance. En fait, nous écrivons des chansons pop. Elles deviennent dance seulement après être passées entre les mains des remixeurs sur les versions maxis, pour les boîtes. Mais cet aspect ne m'intéresse pas et d'ailleurs je ne les écoute même pas[20].»
- « Avec Erasure, j'écris des chansons pop que tu peux fredonner dans le métro, dans la rue, sous la douche ; avec The Clarke & Ware Experiment, je fais de la musique expérimentale pour des expositions ou illustrer des documentaires. Ça n'a vraiment rien à voir ![21] »
- « Je ne considère pas Erasure comme un groupe synthétique, je pense plutôt que nous sommes un groupe qui utilise des synthétiseurs[22]…»

#### Andy Bell
- « Le marché français est dominé par les modes et nous ne lui fournissons pas ce qu'il demande. Notre musique doit avoir une couleur trop anglaise qui ne convient pas au goût français, je suppose[23]. »
- « [La presse britannique] nous reproche souvent de faire toujours un peu la même chose. En même temps, on ne demande pas à un groupe de jazz pourquoi il joue toujours du jazz. Nous, nous faisons de la pop[24]. »
- « On aime beaucoup la France, mais les Français ne nous aiment pas. Nous y avons fait plusieurs concerts dans les années 1980 mais nous étions obligés de donner les billets pour que des gens viennent nous voir. (...) Nous connaissons très peu la musique française mais, moi, j'aime beaucoup Mylène Farmer[25]. »

### Influences
Les références musicales des deux protagonistes d'Erasure puisent essentiellement dans la pop/rock des années 1960 et 1970. Bercé par les disques de country et d'Elvis Presley dont sa mère était fan, le chanteur Andy Bell s'enflamme pour les groupes ABBA et Blondie durant son adolescence. Il n'est donc pas surprenant qu'Erasure rende hommage à ABBA en réalisant le mini-album tribute Abba-esque (en 1992), et produise deux reprises de Blondie en 1997 (Rapture en face B du single In My Arms et Heart of Glass en face B du single Don't Say Your Love Is Killing Me). Andy est également très marqué par les parutions du label Tamla Motown, spécialisé dans la disco noire durant la fin des années 1970. En 1989, c'est d'ailleurs à Andy Bell que l'on doit l'impulsion pour la reprise de Supernature, un tube disco de Marc Cerrone, initialement paru en 1977. On trouve cette reprise en face B du single You Surround Me en Europe et en face B du single Blue Savannah aux États-Unis.
Les influences de Vince Clarke sont très différentes puisqu'il cite la pop folk de Simon et Garfunkel (incluant la carrière solo de Paul Simon), Pink Floyd, David Bowie, Kate Bush, Genesis (puis Peter Gabriel en solo), ainsi que des artistes précurseurs de la musique électronique comme Jean-Michel Jarre, Kraftwerk, OMD, et les Sparks. Lors d'interviews à la presse étrangère, ainsi que sur ceux proposés en bonus des DVD d'Erasure, Vince mentionne souvent que l'écoute de la bande originale du film américain Le Lauréat (The Graduate), essentiellement constituée de morceaux de Simon & Garfunkel, est le déclic qui lui donne l'envie de composer lui-même de la musique, à l'âge de 16 ans. En 2003, Erasure reprend Solsbury Hill de Peter Gabriel, de façon complètement électronique.
Vince Clarke étant amateur de films de science-fiction et de westerns, on note sa reprise d'Ennio Morricone, avec le thème principal du film Western spaghetti de Sergio Leone Le Bon, la Brute et le Truand (The Good, the Bad and the Ugly en anglais). Cette reprise figure en face B du single Chains of Love et est interprétée en concert pendant toute la tournée The Phantasmagorical Entertainment, en 1992.
L'album de reprises Other People's Songs, paru en 2003, dresse également un bon inventaire du style de répertoire qui influence Andy Bell et Vince Clarke dans leur prime jeunesse.

## Postérité
Plusieurs artistes citent Erasure parmi leurs influences musicales, tels que Shania Twain, Gary Barlow (de Take That), Daft Punk, Shakira, Ladytron, Les Rythmes digitales, Fischerspooner, Equatronic et, plus récemment, les Scissor Sisters, le chanteur Mika, Lady Gaga ainsi que le groupe La Roux. Ceux-ci paraissent relativement évidents, étant donné leur caractère éminemment électronique, mais on trouve aussi quelques artistes inattendus, parmi lesquels Usher et Missy Elliott de la scène hip-hop, ou encore Zeromancer, un groupe de rock industriel scandinave qui intègre des éléments électro.
Pour l'heure, peu d'artistes connus ont réalisé des reprises de chansons d'Erasure (voir la section « Tribute à Erasure » en fin de discographie) à l'exception du groupe américain Wheatus qui reprend avec succès A Little Respect en 2001, se classant ainsi 3e des charts britanniques, et du chanteur tchèque Petr Muk. Très connu en République tchèque, ce dernier officie notamment en tant que chanteur des groupes tchèques Ocean et Shalom tout au long des années 1990. Depuis le début des années 2000, il entame une carrière solo avec un égal succès jusqu'à son décès brutal, en mai 2010. Consécutivement à trois albums solo, Petr Muk publie fin 2004 un mini-album intitulé Oh l'amour reprenant de façon à la fois très fidèle et très originale cinq chansons d'Erasure en tchèque. Par la suite, le chanteur russe Sergueï Lazarev réinterprète Love to Hate You en 2007, tandis que la chanteuse britannique Kim Wilde chante A Little Respect en 2011, sur son album de reprises Snapshots. Le 30 novembre 2020, la chanteuse américaine Kelly Clarkson met en ligne, dans le cadre de sa chaîne YouTube « Kellyoke », sa reprise de cette même chanson ainsi qu'une reprise de Always, le 8 avril 2021. Il est également à noter qu'en avril 2020, le chanteur britannique Robbie Williams publie sur YouTube une vidéo le montrant en pyjama, dans le cadre de ses sessions « Coronaoke », reprenant a capella de façon très informelle un medley de trois chansons d'Erasure : Sometimes, A Little Respect, et Love to Hate You. En juin et juillet 2024, le groupe américain The Killers reprend la chanson A Little Respect en concert, dans le cadre des concerts britanniques de sa tournée Rebel Diamonds Tour.

## Membres

### Membres actuels
- Vince Clarke : claviers, guitare
- Andy Bell : chant

### Choristes
Emma Whittle, Ann-Marie Gilkes et Valerie Chalmers, qui sont devenues des amies du groupe au fil des ans, participent régulièrement aux morceaux d'Erasure. En 1992, ce sont deux sœurs jumelles mauriciennes, Annick et Véronique Clarisse, qui accompagnent Erasure durant toute la tournée The Phantasmagorical Entertainement. En 1997, c'est toutefois une équipe complètement renouvelée de quatre choristes qui accompagne le groupe : Samantha Smith, Jordan Bailey, Xavier Barnett et John Gibbons. En 2007, deux choristes supplémentaires sont engagées pour la tournée Light at the End of the World Tour : Christa Jackson et Rachel Montez Collins.

### Musiciens additionnels
- Guy Barker : trompette (interprète de la section instrumentale à la trompette sur le 4e single d'Erasure, Sometimes, en 1986, il a collaboré avec d'autres artistes internationaux tels que Alphaville, Peter Gabriel, Tom Jones, Paul McCartney, Mike Oldfield, Michel Polnareff, Van Morrison)
- Nic Johnston : guitare (accompagnait Vince Clarke à la guitare pour toutes les sessions acoustiques d'Erasure de 1995 à 2000)
- Ben Edwards : trompette (tournée 2007 uniquement, pour le titre Sometimes)

### Musiciens de tournée (tournée en acoustique, 2006)
- Steve Walsh : guitares
- Smith Curry : dobro, guitare slide
- Richard Hammond : basse
- Ben Wittman : percussions
- Jill Walsh (†) : chœurs, melodica, harmonium

## Discographie

### Albums studio
| Année | Titre                           | Meilleure position | Meilleure position | Meilleure position | Meilleure position | Meilleure position | Meilleure position | Meilleure position | Meilleure position | Meilleure position | Meilleure position | Meilleure position | Meilleure position | Meilleure position | Certifications obtenues au Royaume-Uni |
| Année | Titre                           | Royaume-Uni        | Allemagne          | Suède              | États-Unis         | Canada             | Danemark           | Suisse             | Autriche           | Australie          | Nouvelle-Zélande   | Norvège            | Finlande           | Pays-Bas           | Certifications obtenues au Royaume-Uni |
| --- | ------------------------------- | ------------------ | ------------------ | ------------------ | ------------------ | ------------------ | ------------------ | ------------------ | ------------------ | ------------------ | ------------------ | ------------------ | ------------------ | ------------------ | -------------------------------------- |
| 1986 | Wonderland                      | 71                 | 20                 | 13                 | —                  | —                  | —                  | —                  | —                  | 89                 | —                  | —                  | —                  | —                  |                                        |
| 1987 | The Circus                      | 6                  | 16                 | 12                 | 190                | 91                 | —                  | 9                  | —                  | 97                 | 40                 | —                  | —                  | —                  | Platine                                |
| 1988 | The Innocents                   | 1                  | 8                  | 13                 | 49                 | 54                 | —                  | 15                 | —                  | —                  | 50                 | 18                 | —                  | —                  | 2 × Platine                            |
| 1989 | Wild!                           | 1                  | 16                 | 20                 | 57                 | 46                 | —                  | 24                 | —                  | 107                | —                  | —                  | —                  | —                  | 2 × Platine                            |
| 1991 | Chorus                          | 1                  | 15                 | 14                 | 29                 | 21                 | 14                 | 21                 | 5                  | 93                 | —                  | —                  | —                  | —                  | Platine                                |
| 1994 | I Say I Say I Say               | 1                  | 6                  | 3                  | 18                 | 32                 | 9                  | 17                 | 2                  | 107                | —                  | —                  | —                  | 85                 | Or                                     |
| 1995 | Erasure                         | 14                 | 87                 | 26                 | 82                 | 43                 | —                  | —                  | 33                 | 175                | —                  | —                  | —                  | —                  | Argent                                 |
| 1997 | Cowboy                          | 10                 | 34                 | 19                 | 43                 | 69                 | 15                 | —                  | 27                 | 74                 | —                  | —                  | 40                 | —                  |                                        |
| 2000 | Loveboat                        | 45                 | 48                 | 57                 | —                  | —                  | —                  | —                  | —                  | —                  | —                  | —                  | —                  | —                  |                                        |
| 2003 | Other People's Songs            | 17                 | 17                 | —                  | 138                | —                  | 31                 | —                  | —                  | —                  | —                  | —                  | —                  | —                  |                                        |
| 2005 | Nightbird                       | 27                 | 22                 | 34                 | 154                | —                  | 25                 | —                  | —                  | —                  | —                  | —                  | —                  | —                  |                                        |
| 2007 | Light at the End of the World   | 29                 | 42                 | —                  | 127                | —                  | —                  | —                  | —                  | —                  | —                  | —                  | —                  | —                  |                                        |
| 2011 | Tomorrow's World                | 29                 | 35                 | —                  | 61                 | —                  | 20                 | —                  | —                  | —                  | —                  | —                  | —                  | —                  |                                        |
| 2013 | Snow Globe                      | 49                 | 100                | —                  | —                  | —                  | —                  | —                  | —                  | —                  | —                  | —                  | —                  | —                  |                                        |
| 2014 | The Violet Flame                | 20                 | 41                 | 37                 | 48                 | —                  | 5                  | —                  | —                  | —                  | —                  | —                  | —                  | —                  |                                        |
| 2017 | World Be Gone                   | 6                  | 28                 | 15                 | 137                | —                  | —                  | 69                 | —                  | 186                | —                  | —                  | —                  | —                  |                                        |
| 2020 | The Neon                        | 4                  | 11                 | —                  | —                  | —                  | —                  | —                  | 49                 | —                  | —                  | —                  | —                  | —                  |                                        |
| 2022 | Day Glo (Based on a True Story) | 29                 | 13                 | —                  | —                  | —                  | —                  | 100                | —                  | —                  | —                  | —                  | —                  | —                  |                                        |
| - « — » signifie que le disque ne s'est pas classé dans le pays considéré. - Le groupe a aussi classé quelques albums en d'autres pays tels que l'Irlande, l'Argentine, le Chili, l'Afrique du Sud et Singapour mais les chiffres ne sont pas disponibles, ou seulement de façon sporadique. En France, aucun album d'Erasure n'est entré parmi les meilleures ventes d'albums. - Lorsque celle-ci diffère de l'année de sortie du disque, l'année d'attribution de la certification est précisée entre parenthèses dans la colonne des certifications. |                                 |                    |                    |                    |                    |                    |                    |                    |                    |                    |                    |                    |                    |                    |                                        |

Au Royaume-Uni, les récompenses sont remises par la BPI dont les seuils sont indiqués ci-dessous :
| Récompense                           | Argent  | Or      | Platine   |
| ------------------------------------ | ------- | ------- | --------- |
| Albums (depuis 1979)                 | 60 000  | 100 000 | 300 000   |
| Singles (jusqu'au 31 décembre 1988)  | 250 000 | 500 000 | 1 000 000 |
| Singles (depuis le 1er janvier 1989) | 200 000 | 400 000 | 600 000   |

### EP
| Année                                                                   | Titre                  | Meilleure position | Meilleure position | Meilleure position | Meilleure position | Meilleure position | Meilleure position | Meilleure position | Meilleure position | Meilleure position | Meilleure position | Meilleure position |
| Année                                                                   | Titre                  | Royaume-Uni        | Irlande            | Autriche           | Allemagne          | Suisse             | Belgique           | Pays-Bas           | Suède              | Australie          | Nouvelle-Zélande   | États-Unis         |
| ----------------------------------------------------------------------- | ---------------------- | ------------------ | ------------------ | ------------------ | ------------------ | ------------------ | ------------------ | ------------------ | ------------------ | ------------------ | ------------------ | ------------------ |
| 1988                                                                    | Crackers International | 2                  | 2                  | 16                 | 18                 | 15                 | 36                 | 49                 | —                  | —                  | 40                 | 73                 |
| 1992                                                                    | Abba-esque             | 1                  | 1                  | 1                  | 2                  | 3                  | 4                  | 4                  | 1                  | 13                 | 42                 | 85                 |
| 2021                                                                    | Ne:EP                  | —                  | —                  | —                  | —                  | —                  | —                  | —                  | —                  | —                  | —                  | —                  |
| « — » signifie que le disque ne s'est pas classé dans le pays concerné. |                        |                    |                    |                    |                    |                    |                    |                    |                    |                    |                    |                    |

### Albums live
| Année | Titre                                                      | Meilleure position | Meilleure position | Meilleure position | Meilleure position |
| Année | Titre                                                      | Royaume-Uni        | Allemagne          | Suède              | États-Unis         |
| --- | ---------------------------------------------------------- | ------------------ | ------------------ | ------------------ | ------------------ |
| 1987 | The Two-Ring Circus                                        | —                  | 26                 | —                  | 186                |
| 2005 | The Erasure Show                                           | —                  | —                  | *                  | *                  |
| 2006 | Acoustic Live                                              | —                  | *                  | *                  | *                  |
| 2007 | Live at the Royal Albert Hall                              | —                  | *                  | *                  | *                  |
| 2009 | Erasure Live 1987-2007 (voir Total Pop! The First 40 Hits) | 21                 | —                  | —                  | —                  |
| 2011 | Tomorrow's World Tour (Live at the Roundhouse)             | —                  | *                  | *                  | *                  |
| 2014 | Live at the Short Circuit Festival (voir The Violet Flame) | 20                 | 41                 | 37                 | 48                 |
| 2018 | World Be Live                                              | —                  | 100                | —                  | —                  |
| 2020 | Chorus Live (voir Chorus)                                  | 53                 | —                  | —                  | —                  |
| 2022 | The Neon Live                                              | —                  | —                  | —                  | —                  |
| - « — » signifie que le disque ne s'est pas classé dans le pays concerné. - « * » signifie que le disque n'est pas sorti dans le pays concerné. - Il existe aussi de nombreux disques d'enregistrements pirates (bootlegs), de qualité variable, dont le principal intérêt est de proposer des versions live de morceaux habituellement peu joués en public, ou bien avec des arrangements différents. |                                                            |                    |                    |                    |                    |

### Albums acoustiques
| Année                                                                   | Titre        | Meilleure position | Meilleure position | Meilleure position |
| Année                                                                   | Titre        | Royaume-Uni        | Allemagne          | États-Unis         |
| ----------------------------------------------------------------------- | ------------ | ------------------ | ------------------ | ------------------ |
| 2006                                                                    | Union Street | 102                | —                  | —                  |
| 2018                                                                    | World Beyond | 47                 | —                  | —                  |
| « — » signifie que le disque ne s'est pas classé dans le pays concerné. |              |                    |                    |                    |

### Albums de remixes
| Année | Titre            | Meilleure position | Meilleure position | Meilleure position | Meilleure position |
| Année | Titre            | Royaume-Uni        | Allemagne          | Suède              | États-Unis         |
| --- | ---------------- | ------------------ | ------------------ | ------------------ | ------------------ |
| 2009 | Pop! Remixed     | 16                 | —                  | *                  | *                  |
| 2021 | The Neon Remixed | 33                 | —                  | —                  | —                  |
| - « — » signifie que le disque ne s'est pas classé dans le pays concerné. - « * » signifie que le disque n'est pas sorti dans le pays concerné. |                  |                    |                    |                    |                    |

### Compilations

#### Compilations à diffusion internationale
| Année | Titre                             | Meilleure position | Meilleure position | Meilleure position | Meilleure position | Meilleure position | Meilleure position | Certification Royaume-Uni |
| Année | Titre                             | Royaume-Uni        | Allemagne          | Suède              | Suisse             | Autriche           | États-Unis         | Certification Royaume-Uni |
| --- | --------------------------------- | ------------------ | ------------------ | ------------------ | ------------------ | ------------------ | ------------------ | ------------------------- |
| 1992 | Pop! The First 20 Hits            | 1                  | 12                 | 15                 | 18                 | 4                  | 112                | 3 × Platine               |
| 2003 | Hits! The Very Best of Erasure    | 15                 | 54                 | —                  | —                  | —                  | —                  | Platine                   |
| 2009 | Total Pop! The First 40 Hits      | 21                 | —                  | —                  | *                  | *                  | —                  |                           |
| 2012 | Essential                         | —                  | —                  | *                  | *                  | *                  | *                  |                           |
| 2015 | Always - The Very Best of Erasure | 9                  | 42                 | —                  | —                  | —                  | *                  | Or                        |
| - « — » signifie que le disque ne s'est pas classé dans le pays concerné. - « * » signifie que le disque n'est pas sorti dans le pays concerné. - Note : Lorsque celle-ci diffère de l'année de sortie du disque, l'année d'attribution de la certification est précisée entre parenthèses dans la colonne des certifications. |                                   |                    |                    |                    |                    |                    |                    |                           |

#### Compilations à diffusion localisée
- 1992 : Pop ! The First 11 Hits 1992 (sélection de 11 singles du groupe de 1985 à 1992) ; parution au Brésil
- 1997 : Pop ! 12 Hits - Vince Clarke Collection (sélection de 2 singles de Yazoo, 1 single de The Assembly, un single de Vince Clarke and Paul Quinn et 8 singles d'Erasure) ; parution en France en 1997, puis réédition en Russie en 2001

- 1998 : Pop ! The First 20 Hits Plus (double-CD comportant tous les singles de 1985 à 1997 inclus, sauf Rock Me Gently) ; parution au Japon seulement
- 2009 : Pop 2 ! The Second 20 Hits (CD comportant tous les singles de 1994 à 2007 inclus) ; parution au Royaume-Uni seulement

### Coffrets
| Année | Titre                      | Support        | Détails                                                     |
| --- | -------------------------- | -------------- | ----------------------------------------------------------- |
| 1999 | EBX1                       | 5 CDs          | Singles de Who Needs Love like That à It Doesn't Have to Be |
| 1999 | EBX2                       | 5 CDs          | Singles de Victim of Love à A Little Respect                |
| 2001 | EBX3                       | 5 CDs          | Singles de Crackers International à Star                    |
| 2001 | EBX4                       | 5 CDs          | Singles de Chorus à Abba-esque                              |
| 2016 | From Moscow to Mars (EBX5) | 12 CDs + 1 DVD | Anthologie rétrospective des 30 ans d'Erasure               |
| 2018 | EBX6                       | Pack numérique | Singles de Always à Fingers & Thumbs (Cold Summer's Day)    |
| 2019 | EBX7                       | Pack numérique | Singles de In my Arms à Moon & The Sky                      |
| 2021 | EBX8                       | Pack numérique | Singles de Solsbury Hill à Here I Go Impossible Again       |
| * Note : Les quatre coffrets de singles EBX1, EBX2, EBX3 et EBX4 rééditent et rassemblent en format CD tous les remixs et les faces B commercialisés lors de la sortie initiale des singles concernés. L'intérêt de ces coffrets consiste à réunir sur un seul support des versions qui étaient, à l'origine, éparpillées sur une multitude de formats (CD, vinyles, éditions limitées…). Toutefois, ni les versions radio ni les versions promo n'ont été incluses. À partir du coffret EBX6, la sortie de ces compilations intervient exclusivement en format numérique, sans support physique. |                            |                |                                                             |

### Singles
| Année | Single                                 | Meilleure position | Meilleure position | Meilleure position | Meilleure position | Meilleure position | Meilleure position | Meilleure position | Meilleure position | Meilleure position | Meilleure position | Meilleure position | Meilleure position | Meilleure position | Meilleure position | Album promu                       |
| Année | Single                                 | Royaume-Uni        | Allemagne          | Irlande            | Suède              | États-Unis         | Suisse             | Autriche           | Danemark           | Pays-Bas           | Nouvelle-Zélande   | Australie          | Espagne            | Italie             | France             | Album promu                       |
| --- | -------------------------------------- | ------------------ | ------------------ | ------------------ | ------------------ | ------------------ | ------------------ | ------------------ | ------------------ | ------------------ | ------------------ | ------------------ | ------------------ | ------------------ | ------------------ | --------------------------------- |
| 1985 | Who Needs Love like That               | 55                 | 48                 | —                  | —                  | —                  | 23                 | —                  | —                  | —                  | —                  | —                  | —                  | —                  | —                  | Wonderland                        |
| 1985 | Heavenly Action                        | 100                | 43                 | —                  | —                  | —                  | —                  | —                  | —                  | —                  | —                  | *                  | *                  | *                  | *                  | Wonderland                        |
| 1986 | Oh l'amour                             | 85                 | 16 (1987)          | 17 (1987)          | 15                 | —                  | —                  | —                  | —                  | —                  | 25                 | 13                 | —                  | —                  | 14                 | Wonderland                        |
| 1986 | Sometimes                              | 2                  | 2                  | 3                  | 20                 | —                  | 3                  | 10                 | —                  | 2                  | 15                 | 45                 | 1                  | 22                 | 39 (1987)          | The Circus                        |
| 1987 | It Doesn't Have to Be                  | 12                 | 16                 | 19                 | —                  | —                  | 19                 | —                  | —                  | 34                 | —                  | —                  | 30                 | —                  | —                  | The Circus                        |
| 1987 | Victim of Love                         | 7                  | 26                 | 7                  | —                  | —                  | 22                 | —                  | —                  | —                  | —                  | —                  | —                  | —                  | —                  | The Circus                        |
| 1987 | The Circus                             | 6                  | 30                 | 6                  | —                  | *                  | —                  | —                  | —                  | —                  | —                  | —                  | —                  | *                  | —                  | The Circus                        |
| 1988 | Ship of Fools                          | 6                  | 9                  | 6                  | —                  | *                  | 12                 | —                  | —                  | —                  | 44                 | —                  | —                  | —                  | —                  | The Innocents                     |
| 1988 | Chains of Love                         | 11                 | 18                 | 6                  | —                  | 12                 | 16                 | —                  | —                  | 85                 | 31                 | —                  | —                  | —                  | *                  | The Innocents                     |
| 1988 | A Little Respect                       | 4                  | 34                 | 7                  | —                  | 14                 | 28                 | —                  | —                  | —                  | 24                 | —                  | —                  | —                  | —                  | The Innocents                     |
| 1988 | Crackers International / Stop!         | 2                  | 18                 | 2                  | —                  | 73 / 97            | 15                 | 16                 | —                  | 49                 | 40                 | —                  | —                  | —                  | *                  | Crackers International (EP)       |
| 1989 | Drama!                                 | 4                  | 12                 | 5                  | —                  | —                  | 15                 | —                  | —                  | —                  | 35                 | 157                | 19                 | —                  | —                  | Wild!                             |
| 1989 | You Surround Me                        | 15                 | 38                 | 10                 | —                  | *                  | —                  | —                  | —                  | —                  | *                  | *                  | *                  | *                  | *                  | Wild!                             |
| 1990 | Blue Savannah                          | 3                  | 13                 | 3                  | —                  | —                  | —                  | —                  | —                  | 48                 | —                  | 159                | —                  | —                  | —                  | Wild!                             |
| 1990 | Star                                   | 11                 | 33                 | 11                 | —                  | —                  | —                  | —                  | —                  | —                  | *                  | *                  | *                  | *                  | *                  | Wild!                             |
| 1991 | Chorus                                 | 3                  | 17                 | 4                  | 37                 | 83                 | 10                 | 20                 | 4                  | 72                 | —                  | 77                 | —                  | —                  | —                  | Chorus                            |
| 1991 | Love to Hate You                       | 4                  | 19                 | 5                  | 4                  | —                  | 17                 | 6                  | 5                  | 49                 | —                  | —                  | —                  | —                  | —                  | Chorus                            |
| 1991 | Am I Right?                            | 15                 | —                  | 9                  | —                  | *                  | —                  | 21                 | —                  | —                  | *                  | 185                | *                  | *                  | *                  | Chorus                            |
| 1992 | Breath of Life                         | 8                  | 44                 | 8                  | —                  | —                  | —                  | 25                 | —                  | —                  | —                  | —                  | *                  | *                  | *                  | Chorus                            |
| 1992 | Abba-esque / Take a Chance on Me       | 1                  | 2                  | 1                  | 1                  | 85                 | 3                  | 1                  | —                  | 4                  | 42                 | 13                 | 27                 | —                  | —                  | Abba-esque (EP)                   |
| 1992 | Who Needs Love like That (Hamburg mix) | 10                 | 27                 | 8                  | 31                 | —                  | —                  | 18                 | —                  | —                  | —                  | 120                | *                  | *                  | *                  | Pop! The First 20 Hits            |
| 1994 | Always                                 | 4                  | 5                  | 1                  | 2                  | 20                 | 23                 | 2                  | 5                  | —                  | —                  | 78                 | 8                  | 25                 | —                  | I Say I Say I Say                 |
| 1994 | Run to the Sun                         | 6                  | 49                 | 19                 | 19                 | 124                | —                  | —                  | 14                 | —                  | —                  | —                  | *                  | —                  | *                  | I Say I Say I Say                 |
| 1994 | I Love Saturday                        | 20                 | 42                 | 44                 | 34                 | —                  | —                  | —                  | —                  | —                  | *                  | *                  | *                  | *                  | *                  | I Say I Say I Say                 |
| 1995 | Stay with Me                           | 15                 | —                  | —                  | 13                 | —                  | —                  | —                  | —                  | —                  | —                  | —                  | —                  | —                  | —                  | Erasure                           |
| 1995 | Fingers & Thumbs (Cold Summer's Day)   | 20                 | 69                 | —                  | —                  | *                  | —                  | —                  | *                  | —                  | *                  | 198                | *                  | *                  | *                  | Erasure                           |
| 1996 | Rock Me Gently                         | *                  | —                  | *                  | *                  | *                  | *                  | *                  | *                  | *                  | *                  | *                  | *                  | *                  | *                  | Erasure                           |
| 1997 | In My Arms                             | 13                 | 76                 | —                  | 12                 | 55                 | —                  | 40                 | 9                  | —                  | —                  | —                  | —                  | —                  | *                  | Cowboy                            |
| 1997 | Don't Say Your Love Is Killing Me      | 23                 | 89                 | —                  | 26                 | —                  | —                  | —                  | 15                 | —                  | *                  | *                  | *                  | *                  | *                  | Cowboy                            |
| 1997 | Rain Plus                              | —                  | —                  | —                  | —                  | *                  | *                  | *                  | *                  | —                  | *                  | *                  | *                  | *                  | *                  | Cowboy                            |
| 2000 | Freedom                                | 27                 | 80                 | —                  | 51                 | *                  | —                  | —                  | —                  | —                  | —                  | —                  | —                  | *                  | *                  | Loveboat                          |
| 2001 | Moon and the Sky Plus                  | —                  | *                  | *                  | *                  | *                  | *                  | *                  | *                  | *                  | *                  | *                  | *                  | *                  | *                  | Loveboat                          |
| 2003 | Solsbury Hill                          | 10                 | 29                 | 41                 | 39                 | —                  | —                  | —                  | 7                  | —                  | —                  | —                  | —                  | *                  | *                  | Other People's Songs              |
| 2003 | Make Me Smile (Come Up and See Me)     | 14                 | 58                 | —                  | —                  | —                  | —                  | —                  | 19                 | —                  | *                  | *                  | *                  | *                  | *                  | Other People's Songs              |
| 2003 | Oh l'amour (remixes 2003)              | 13                 | 59                 | —                  | —                  | —                  | —                  | —                  | 7                  | —                  | *                  | *                  | *                  | *                  | *                  | Hits! The Very Best of Erasure    |
| 2005 | Breathe                                | 4                  | 35                 | 30                 | 33                 | —                  | —                  | —                  | 1                  | —                  | *                  | —                  | —                  | 54                 | *                  | Nightbird                         |
| 2005 | Don't Say You Love Me                  | 15                 | 69                 | —                  | —                  | —                  | —                  | —                  | 12                 | —                  | *                  | *                  | *                  | *                  | *                  | Nightbird                         |
| 2005 | Here I Go Impossible Again             | 25                 | 69                 | —                  | —                  | —                  | —                  | —                  | —                  | —                  | *                  | *                  | *                  | *                  | *                  | Nightbird                         |
| 2006 | Boy                                    | —                  | —                  | —                  | —                  | *                  | *                  | *                  | 17                 | *                  | —                  | —                  | *                  | *                  | *                  | Union Street                      |
| 2007 | I Could Fall in Love with You          | 21                 | 69                 | —                  | —                  | —                  | —                  | —                  | 4                  | —                  | *                  | *                  | *                  | *                  | *                  | Light at the End of the World     |
| 2007 | Sunday Girl                            | 33                 | 76                 | —                  | —                  | —                  | —                  | —                  | 8                  | —                  | *                  | *                  | *                  | *                  | *                  | Light at the End of the World     |
| 2007 | Storm Chaser                           | 172                | —                  | —                  | —                  | —                  | *                  | —                  | 17                 | *                  | *                  | *                  | *                  | *                  | *                  | Light at the End of the World     |
| 2009 | Always (2009 mix)                      | —                  | —                  | *                  | *                  | —                  | *                  | *                  | *                  | *                  | *                  | *                  | *                  | *                  | *                  | Total Pop! The First 40 Hits      |
| 2009 | Phantom Bride                          | 34                 | —                  | *                  | *                  | —                  | *                  | *                  | *                  | *                  | *                  | *                  | *                  | *                  | *                  | The Innocents                     |
| 2011 | When I Start to (Break It All Down)    | 172                | —                  | —                  | —                  | —                  | —                  | *                  | *                  | *                  | *                  | *                  | *                  | *                  | *                  | Tomorrow's World                  |
| 2011 | Be with You                            | —                  | —                  | *                  | *                  | —                  | *                  | *                  | *                  | *                  | *                  | *                  | *                  | *                  | *                  | Tomorrow's World                  |
| 2012 | Fill Us with Fire                      | —                  | —                  | *                  | *                  | *                  | *                  | *                  | *                  | *                  | *                  | *                  | *                  | *                  | *                  | Tomorrow's World                  |
| 2013 | Gaudete                                | —                  | —                  | *                  | *                  | *                  | *                  | *                  | *                  | *                  | *                  | *                  | *                  | *                  | *                  | Snow Globe                        |
| 2014 | Make It Wonderful                      | —                  | —                  | *                  | *                  | *                  | *                  | *                  | *                  | *                  | *                  | *                  | *                  | *                  | *                  | Snow Globe                        |
| 2014 | Elevation                              | —                  | —                  | —                  | *                  | —                  | *                  | *                  | *                  | *                  | *                  | *                  | *                  | *                  | *                  | The Violet Flame                  |
| 2014 | Reason                                 | —                  | —                  | *                  | *                  | *                  | *                  | *                  | *                  | *                  | *                  | *                  | *                  | *                  | *                  | The Violet Flame                  |
| 2015 | Sacred                                 | —                  | —                  | *                  | *                  | *                  | *                  | *                  | *                  | *                  | *                  | *                  | *                  | *                  | *                  | The Violet Flame                  |
| 2015 | Sometimes 2015                         | —                  | —                  | *                  | *                  | *                  | *                  | *                  | *                  | *                  | *                  | *                  | *                  | *                  | *                  | Always - The Very Best of Erasure |
| 2017 | Love You to the Sky                    | —                  | —                  | *                  | *                  | *                  | *                  | *                  | *                  | *                  | *                  | *                  | *                  | *                  | *                  | World Be Gone                     |
| 2017 | World Be Gone                          | —                  | —                  | *                  | *                  | *                  | *                  | *                  | *                  | *                  | *                  | *                  | *                  | *                  | *                  | World Be Gone                     |
| 2017 | Just a Little Love                     | —                  | —                  | *                  | *                  | *                  | *                  | *                  | *                  | *                  | *                  | *                  | *                  | *                  | *                  | World Be Gone                     |
| 2020 | Hey Now (Think I Got A Feeling)        | —                  | —                  | *                  | *                  | *                  | *                  | *                  | *                  | *                  | *                  | *                  | *                  | *                  | *                  | The Neon                          |
| 2020 | Nerves of Steel                        | —                  | —                  | *                  | *                  | *                  | *                  | *                  | *                  | *                  | *                  | *                  | *                  | *                  | *                  | The Neon                          |
| 2020 | Fallen Angel                           | —                  | —                  | *                  | *                  | *                  | *                  | *                  | *                  | *                  | *                  | *                  | *                  | *                  | *                  | The Neon                          |
| 2021 | Time (Hearts Full of Love)             | —                  | —                  | —                  | —                  | —                  | —                  | —                  | —                  | —                  | —                  | —                  | —                  | —                  | —                  | Ne:EP (EP)                        |
| - Note : « — » signifie que le disque ne s'est pas classé dans le pays concerné. « * »signifie que le disque n'est pas sorti dans le pays concerné. Sorti seulement en Allemagne et en République tchèque, Rock Me Gently (1996) est le seul single d'Erasure à ne pas être sorti au Royaume-Uni. - Note : En ce qui concerne Erasure, outre les pochettes, l'intérêt d'un single consiste à offrir une ou plusieurs versions différentes de la chanson-titre (souvent sous la forme de remixs, de réenregistrements ou de réinterprétations) et enfin de proposer des titres inédits, que l'on désigne plus communément par faces B. Jusqu'en 2005, les singles d'Erasure faisaient tous l'objet d'une parution simultanée en formats vinyle et CD (et même en cassette jusqu'en 1994). Cependant, à partir de 2003, le format vinyle fut quasiment abandonné au profit du téléchargement. La plupart des singles se déclinent en deux parties sur deux supports différents (deux maxi-45 Tours et deux maxi-CD-singles). Généralement, un premier support s'adresse plutôt au grand public, avec une version radio, une ou deux faces B ainsi qu'une version longue proche de l'original, tandis que le deuxième support, d'édition plus limitée, cible plutôt les discothèques en proposant surtout des remixs stylés club ou dub qui s'éloignent considérablement de la version originale. Durant les années 1990 et 2000, une troisième partie était aussi commercialisée pour certains singles (tels I Love Saturday, Solsbury Hill, Make Me Smile, Oh l'amour 2003, Breathe, Don't Say You Love Me..). Ce troisième support est alors plutôt un mini-DVD comportant un vidéo-clip combiné avec deux ou trois remixes. |                                        |                    |                    |                    |                    |                    |                    |                    |                    |                    |                    |                    |                    |                    |                    |                                   |

### Contributions extérieures
- 1990 : BO du film Dick Tracy, plage Looking Glass Sea
- 1990 : compilation Red Hot + Blue, plage Too Darn Hot. Il s'agissait d'un album CD hommage à Cole Porter. Les principaux succès de Cole Porter y étaient repris par des stars pop/rock, tels U2, David Byrne, Annie Lennox, Iggy Pop, Sinéad O'Connor, Les Négresses Vertes, Neneh Cherry, Salif Keïta…
- 1991 : compilation Tame Yourself, plage Rage en duo avec Lene Lovich. Il s'agissait d'un album collectif au bénéfice de Peta, une association américaine de défense des droits des animaux.
- 1995 : BO du film Le Maître des Illusions, plage Magic Moments
- 1997 : album Plagiarism des Sparks, plage Amateur Hour.

## Vidéographie
| Année | Titre                                                       | Support | Meilleure position | Meilleure position | Meilleure position | Meilleure position | Meilleure position |
| Année | Titre                                                       | Support | Royaume-Uni        | Allemagne          | États-Unis         | Suède              |                    |
| --- | ----------------------------------------------------------- | ------- | ------------------ | ------------------ | ------------------ | ------------------ | ------------------ |
| 1987 | Live at the Seaside                                         | VHS     | n.c.               | n.c.               | n.c.               | n.c.               |                    |
| 1989 | The Innocents Live                                          | VHS     | n.c.               | n.c.               | n.c.               | n.c.               |                    |
| 1990 | Wild! Live                                                  | VHS     | n.c.               | n.c.               | n.c.               | n.c.               |                    |
| 1992 | Pop! The Videos                                             | VHS     | n.c.               | n.c.               | n.c.               | n.c.               |                    |
| 1993 | The Tank, The Swan and The Balloon                          | VHS     | n.c.               | n.c.               | n.c.               | n.c.               |                    |
| 1998 | The Tiny Tour                                               | VHS     | n.c.               | n.c.               | n.c.               | n.c.               |                    |
| 2003 | Sanctuary: The EIS Christmas Concert 2002                   | DVD     | —                  | —                  | —                  | n.c.               |                    |
| 2003 | Hits! The Videos                                            | DVD     | 4                  | 8                  | —                  | n.c.               |                    |
| 2004 | The Tank, The Swan and The Balloon                          | DVD     | 47                 | n.c.               | —                  | n.c.               |                    |
| 2005 | Great Hits Live (Live at Great Woods 1997)                  | DVD     | *                  | *                  | *                  | n.c.               |                    |
| 2005 | The Erasure Show - Live in Cologne                          | DVD     | 16                 | n.c.               | —                  | n.c.               |                    |
| 2007 | On the Road to Nashville                                    | DVD     | 14                 | —                  | —                  | n.c.               |                    |
| 2008 | Live at the Royal Albert Hall                               | DVD     | 7                  | 19                 | —                  | n.c.               |                    |
| 2009 | Erasure at the BBC (voir Total Pop! The First 40 Hits)      | DVD     | 21                 | —                  | —                  | —                  |                    |
| 2009 | The Innocents Live (voir The Innocents)                     | DVD     | —                  | —                  | —                  | n.c.               |                    |
| 2011 | Live at Karlsson (voir Wonderland)                          | DVD     | —                  | —                  | —                  | n.c.               |                    |
| 2011 | Live at the Seaside (voir The Circus)                       | DVD     | —                  | —                  | —                  | n.c.               |                    |
| 2012 | The Complete Tomorrow's World - DVD (voir Tomorrow's World) | DVD     | —                  | —                  | —                  | n.c.               |                    |
| 2016 | Wild! Live (voir From Moscow to Mars)                       | DVD     | —                  | —                  | —                  | n.c.               |                    |
| - « — » signifie que la vidéo ne s'est pas classée dans le pays concerné. « * » siginifie que la vidéo n'est pas sortie dans le pays concerné. « n.c. » signifie que le classement de la vidéo n'est pas connu pour le pays concerné. - Les vidéos VHS de concerts des premières années d'Erasure ont maintenant presque toutes été rééditées en DVD, soit de façon indépendante, comme ce fut le cas de The Tank, The Swan and The Balloon en 2004, ou bien sous la forme de DVD-bonus : The Innocents Live en DVD-bonus de la réédition deluxe 2009 de l'album The Innocents en 2009, Live at the Seaside en DVD-bonus de la réédition deluxe 2011 de l'album The Circus et enfin Wild! Live en DVD-bonus du coffret From Moscow to Mars (2016). La seule vidéo restée encore inédite en support DVD est The Tiny Tour (1998). |                                                             |         |                    |                    |                    |                    |                    |

## Distinctions

### Récompenses et nominations
| Année | Pays        | Récompense                   | Catégorie (le cas échéant, œuvre concernée)                                          | Statut     | Réf.   |
| ----- | ----------- | ---------------------------- | ------------------------------------------------------------------------------------ | ---------- | ------ |
| 1989  | Royaume-Uni | Ivor Novello Awards          | Meilleure chanson actuelle (A Little Respect)                                        | Nomination | [ 63 ] |
| 1989  | Royaume-Uni | Brit Awards                  | Meilleur groupe britannique                                                          | Lauréat    | [ 64 ] |
| 1990  | Royaume-Uni | Ivor Novello Awards          | Meilleure interprétation (chanson Blue Savannah)                                     | Lauréat    | [ 65 ] |
| 1990  | Royaume-Uni | Brit Awards                  | Meilleur groupe britannique                                                          | Nomination | [ 66 ] |
| 1992  | Royaume-Uni | Brit Awards                  | Meilleure vidéo (vidéo-clip de Love to Hate You)                                     | Nomination | [ 64 ] |
| 1992  | Royaume-Uni | Mercury Music Prize          | Meilleur album de l’année (album Chorus)                                             | Nomination | [ 67 ] |
| 1993  | Allemagne   | RSH-Gold                     | Idée de l'année (EP Abba-esque)                                                      | Lauréat    |        |
| 1993  | Royaume-Uni | Brit Awards                  | Meilleur groupe britannique                                                          | Nomination | [ 66 ] |
| 1993  | Royaume-Uni | Brit Awards                  | Meilleure vidéo (vidéo-clip de Take a Chance on Me)                                  | Nomination |        |
| 1993  | Hongrie     | Hungarian Music Awards       | Meilleur concert d'un artiste étranger à domicile (concert du 18/09/1992 à Budapest) | Nomination |        |
| 1994  | Allemagne   | Goldene Europa               | Meilleur groupe international                                                        | Lauréat    |        |
| 2009  | Royaume-Uni | Ivor Novello Awards          | Collection exceptionnelle de chansons (Vince Clarke)                                 | Lauréat    |        |
| 2015  | Royaume-Uni | AIM Independant Music Awards | Meilleur artiste indépendant en concert (The Violet Flame tour, 2014)                | Nomination |        |
| 2017  | Royaume-Uni | AIM Independant Music Awards | Sortie catalogue de l'année (From Moscow to Mars)                                    | Nomination |        |
| 2018  | Royaume-Uni | AIM Independant Music Awards | Meilleur artiste indépendant en concert (World Be Gone tour, 2018)                   | Lauréat    |        |
| 2020  | Royaume-Uni | AIM Independant Music Awards | Reconnaissance spéciale (Vince Clarke)                                               | Lauréat    | [ 68 ] |

### Certifications de ventes
| Disque certifié [format] (année de sortie) | Royaume-Uni (BPI)  | Allemagne (IFPI) | États-Unis (RIAA) | Suède (IFPI) | Autriche (IFPI) |
| --- | ------------------ | ---------------- | ----------------- | ------------ | --------------- |
| Sometimes [single] (1986) | Argent             | —                | —                 | —            | —               |
| The Circus [album] (1987) | Platine            | —                | —                 | —            | —               |
| The Innocents [album] (1988) | 2 × Platine (1989) | —                | Platine (1991)    | —            | —               |
| A Little Respect [single] (1988) | 2 × Platine (2024) | —                | —                 | —            | —               |
| Wild! [album] (1989) | 2 × Platine (1990) | —                | —                 | —            | —               |
| Chorus [album] (1991) | Platine            | —                | —                 | —            | —               |
| Love to Hate You [single] (1991) | —                  | —                | —                 | Or (1992)    | —               |
| Abba-esque [EP] (1992) | Or                 | Or               | —                 | Platine      | Or              |
| Pop! The First 20 Hits [compilation] (1992) | 3 × Platine (1994) | Or (1993)        | Or (2001)         | —            | —               |
| Always [single] (1994) | Argent (2021)      | Or               | —                 | —            | —               |
| I Say I Say I Say [album] (1994) | Or                 | —                | —                 | —            | —               |
| Erasure [album] (1995) | Argent (2022)      | —                | —                 | —            | —               |
| Hits! The Very Best of Erasure [compilation] (2003) | Platine (2013)     | —                | —                 | —            | —               |
| Always - The Very Best of Erasure [compilation] (2015) | Or (2024)          | —                | —                 | —            | —               |
| - Lorsque celle-ci diffère de l'année de sortie du disque, l'année d'attribution de la certification est précisée entre parenthèses dans le corps du tableau. - « — » signifie que le disque n'a pas reçu de certification dans le pays considéré. |                    |                  |                   |              |                 |

### Utilisation de chansons d'Erasure
- 1996 - Chains of Love. Dans une séquence du film américain Le Dernier Anniversaire, un extrait de Chains of Love est entendu.
- 2001 - A Little Respect. Dans le 3e épisode de la saison 1 de la sitcom américaine Scrubs, des extraits de la chanson A Little Respect sont repris de façon récurrente tout au long de l'épisode. Cet épisode s'intitule L'Erreur de mon meilleur ami.
- 2002 - Stop!. La chanson Stop ! sert de thème final au film américain Les Lois de l'Attraction et apparaît dans la bande originale.
- 2004 - A Little Respect. Dans le film américain D.E.B.S., un extrait de la chanson A Little Respect est utilisé en fond musical d'une séquence dans laquelle l'une des actrices principales mime le chant d'Andy Bell.
- 2004 - Oh l'amour. En France, la chanson Oh l'Amour apparaît dans la bande originale du film Pédale dure.
- 2006 - Oh l'amour. En Argentine, la  chanson Oh l'amour est utilisée en fond musical du spot publicitaire télévisé de la bière brésilienne Brahma.
- 2009 - A Little Respect. Dans le 12e épisode de la saison 3 de la sitcom argentine Casi Ángeles, la chanson A Little Respect apparaît en fond sonore en début et en fin d’épisode. Cet épisode s'intitule Un Poco de Respecto, traduction littérale en espagnol du titre de la chanson.
- 2009 - Stop !. En Argentine, la  chanson Stop ! est utilisée en fond musical du spot publicitaire télévisé de la bière argentine Quilmes.
- 2010 - Always. Dans le jeu vidéo Robot Unicorn Attack, la chanson Always (2009 mix) sert de fond musical tout au long du jeu.
- 2011 - When I Start to (Break it all Down). Dans le jeu vidéo Les Sims 3, cette chanson fut réenregistrée en simlish pour l'extension Animaux et Cie.
- 2012 - Fill Us with Fire. Cette chanson fut utilisée pour un vidéo-clip réalisé à l'Observatoire du Cerro Paranal en l'honneur des 50 ans de l'ESO en février 2012. C'est la version album de la chanson qui fut utilisée, mais avec une accélération (pitch) notable.
- 2014 - A Little Respect. Cette chanson est utilisée à la fin du 2e épisode de la série américaine Looking.
- 2016 - A Little Respect. Cette chanson est utilisée à la fin du 8e épisode de la saison 2 de la série américaine Narcos.
- 2019 - She Won't Be Home. Cette chanson est utilisée dans le 10e épisode de la saison 3 de la série américaine GLOW. Cet épisode s'intitule Joyeux GLOWël.
- 2020 - Chains of Love. Cette chanson est utilisée dans le 4e épisode de la saison 2 de la série américaine Dead to Me.
- 2020 - A Little Respect. Cette chanson figure dans la playlist du jeu vidéo Fuser, dans sa version VIP ainsi que proposée au téléchargement.
- 2021 - Oh l'Amour. Cette chanson est utilisée dans le 3e épisode de la mini-série britannique It's a Sin.
- 2021 - Be with You (acoustic version). Cette chanson est utilisée en fond musical du 10e épisode de la saison 5 de l'émission française de téléréalité Mariés au Premier Regard, à 40 min 40 s et pendant 45 secondes.
- 2023 - A Little Respect. Cette chanson est utilisée en fond sonore d'une scène du film d'horreur américain Sick.
- 2023 - Oh l'Amour. En Argentine, sur plusieurs chaînes de télévision, la mélodie et les arrangements de cette chanson sont utilisés dans un spot publicitaire de 37 secondes promouvant une gamme de yaourts de la marque La Serenísima. Les paroles de la chanson originale sont en revanche remplacées par des louanges de la marque de yaourt, en espagnol.
- 2023 - Chains of Love. Cette chanson est utilisée durant 15 secondes dans une scène du 3e épisode de la saison 1 de la série canadienne The Last of Us.
- 2023 - Oh l'amour. Pour la vidéo de présentation publicitaire de la phase 2 de son véhicule Clio 5 E-Tech full hybrid, le constructeur automobile français Renault utilise des extraits de la chanson dans la version de l'édition européenne de l'album Wonderland (1986). Le slogan en sous-titre et en surimpression du clip publicitaire fait écho au thème de l'amour : « L'énergie change, l'amour reste ».
- 2024 - Oh l'amour. La chanson est utilisée dans la bande-son d'une séquence du 1er épisode de la série britannique Rivals.
- 2024 -  Love to Hate You. Dans une séquence du film Primitifs, près de deux minutes de la chanson sont utilisées : le couple principal découvre un campement abandonné dans lequel se trouve un radio cassette. L'une des créatures presse le bouton "play" du lecteur de cassettes et c'est Love to Hate You qui démarre. Pendant près de 2 minutes, ils semblent en extase à l'écoute de la chanson puis, tout d'un coup, ils sont subitement pris d'un accès de rage et démolissent le radio-cassette ainsi que le reste du campement...

### Albums hommage et reprises diverses
- 1987 - Dollar : reprise du single Oh l'amour (Royaume-Uni)
- 1992 - Mando / ΜΑΝΤΩ : reprise du single Love to Hate You / Ταιριάζουμε σαν γάντι en grec (Grèce)
- 1992 - Webstrarna : Erasure-esque (Suède) Reprises de 4 chansons d'Erasure

- 1992 - Björn Again : Erasure-ish (Australie) - Reprises de 2 chansons d'Erasure

- 1996 - Voil Tage : Reprise du single Chorus (Argentine)
- 1996 - Jessica Jay : reprise du single Always (Italie)
- 1998 - Condition Icon : Strange Inspirations (Danemark) - Reprises de 3 chansons d'Erasure : Love to Hate You, Ship of Fools et Sometimes dans le cadre d'un album compilant dix reprises parmi lesquelles figurent également des chansons de Depeche Mode et des Pet Shop Boys.
- 1998 - Attaque 77 : reprise du single A Little Respect dans le cadre de son album de reprises Otras Canciones. (Argentine)
- 1999 - ARTISTES  DIVERS : A Tribute To Erasure • Sometimes (USA) - Reprises de dix chansons d'Erasure par divers artistes

- 2000 - Studio 99 : Pop! 18 Hits - Studio 99 perform a tribute to Erasure (Royaume-Uni) Reprises de 18 chansons d'Erasure

- 2001 - Wheatus : Reprise du single A Little Respect (USA)
- 2001 - Neuropa : Reprise de la chanson True Love Wars sur leur album Beyond Here And Now (Australie)
- 2004 - Petr Muk : Oh l'amour (République tchèque) - Reprises de cinq chansons d'Erasure en tchèque

- 2005 - Cassette Electrik : Reprise du single A Little Respect (Royaume-Uni)
- 2005 - Марина Золотникова & Feelin : Reprise de la chanson Always en russe, Навсегда (Russie)
- 2006 - Tom Mountain : Reprise du single A Little Respect (Allemagne)
- 2006 - Paulplush : Reprise de la chanson When I Needed You (Argentine)
- 2006 - Liquid360 : Reprise du single Chains Of Love (États-Unis)
- 2006 - Silent Waters : Reprise de la chanson Oh L'Amour (Norvège)
- 2006 - Umano : Reprise du single Chorus (Argentine)
- 2007 - Offer Nassim feat. Amir Fay Guttman : Reprise de la chanson Always (Israël)
- 2007 - Sergueï Lazarev / Сергей Лазарев : Reprise de la chanson Love to Hate You/Судьбе навстречу en russe (Russie)
- 2008 - Tina Charles : Reprise de la chanson Chorus (Royaume-Uni)
- 2008 - Haberdashery : Erasure : Reprises de 4 chansons d'Erasure (États-Unis)

- 2008 - Slapper : ErasurEsque : - Reprises de vingt chansons d'Erasure en versions instrumentales (Roumanie)

- 2010 - Magnus Carlsson : chanson A Little Respect (Suède)
- 2011 - Kim Wilde : chanson A Little Respect sur son album de reprises, Snapshots (Royaume-Uni)
- 2012 - Scriabine : chanson Love to Hate You (Ukraine)
- 2015 - Malibu Drive : chanson Oh l'amour
- 2015 - Stanislav Kostiouchkine : chanson Love to Hate You dans le cadre de l'émission de téléréalité « Toch-v-Toch » (Russe : « Точь-в-точь » / « En plein dans le mille ») (Russie)
- 2020 - Robbie Williams : medley « Coronaoke » de plusieurs chansons d'Erasure : Sometimes, A Little Respect et Love to Hate You'.
- 2020 - Kelly Clarkson : chanson A Little Respect (dans le cadre de son « Kellyoke ») (États-Unis)
- 2020 - Artistes divers - Love to Cover You

- 2021 - Kelly Clarkson : chanson Always, reprise dans le cadre de sa chaîne YouTube « Kellyoke »
- 2021 - Elizabeth Zharoff : chanson Always, reprise sur sa chaîne YouTube « The Charismatic Voice »
- 2022 - Cyber Monday - Erasure Covers

- 2024 - The Killers : chanson A Little Respect, reprise en live dans le cadre des concerts britanniques (juin et juillet 2024) de la tournée Rebel Diamonds Tour.